# Mercedes-Benz Baureihe 123
Die Mercedes-Benz-Baureihe 123, kurz W 123, ist eine Pkw-Baureihe der Daimler-Benz AG, die zwischen November 1975 bis Januar 1986 in einer Stückzahl von 2,7 Millionen Fahrzeugen gebaut wurde. Sie ist Vorläufer der Mercedes-Benz E-Klasse und zählt zur oberen Mittelklasse. Vorgänger sind die Baureihen 114 (Sechszylindermodelle) und 115 (Vierzylinder- und Dieselmodelle), auch „Strich 8“ (/8) genannt. Abgelöst wurde der W 123 durch die Mercedes-Benz-Baureihe 124. Sowohl der Vorgänger als auch der Nachfolger liefen jeweils rund ein Jahr parallel mit dem W 123 vom Band.

## Modellgeschichte

### Entwicklung
Die Entwicklung der Baureihe 123 findet ihren Ursprung in den frühen 70er Jahren. Das Gesamtkonzept sollte stark von der 1972 erschienenen S-Klasse geprägt werden. Das endgültige Design wurde 1973 festgelegt, wobei Wert auf eine kontinuierliche, aber moderate Weiterentwicklung der klassischen Designsprache gelegt wurde. Federführend waren dabei Friedrich Geiger und Bruno Sacco. Wichtig bei der Entwicklung war die passive Sicherheit, großer Komfort sowie Servicefreundlichkeit. Die Einführung des Airbags war bereits zu Beginn der Produktion 1976 vorgesehen, die Entwicklung und Absicherung war allerdings noch nicht abgeschlossen, weshalb die Airbags erst ab 1981 verfügbar waren. Im Jahre 1975 begann die Produktion der Vorserie. Bis Ende 1976 wurden W 123 und /8 noch einige Zeit parallel nebeneinander gefertigt.

### Markteinführung

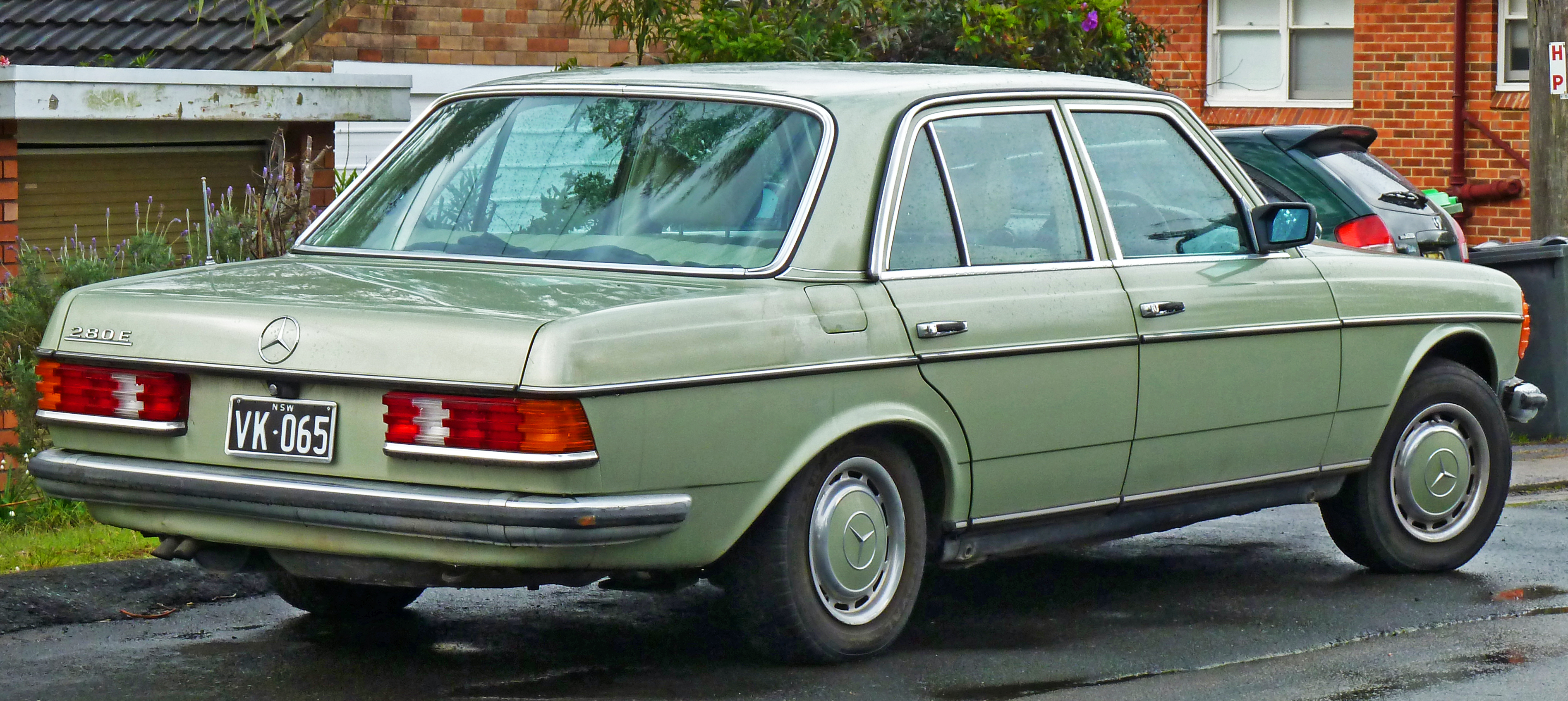
280 E (Heckansicht)

Im Januar 1976 wurde der W 123 in Südfrankreich der Presse präsentiert. Zunächst war die Limousine erhältlich, anderthalb Jahre später folgten das Coupé und das T-Modell (Kombi). Die Baureihe 123 wurde über ihre Laufzeit in vier Karosserievarianten produziert: als Limousine mit Stufenheck (W 123), als lange Limousine mit acht Sitzen (V 123), als Coupé mit zwei Türen und leicht verkürztem Radstand (C 123) und als Kombi (S 123), der bei Mercedes T-Modell genannt wird. Darüber hinaus gab es noch Fahrgestelle mit normalem und verlängertem Radstand als Basis für Sonderaufbauten wie Kranken- oder Leichenwagen.
Die Lieferzeiten beim neuen W 123 wuchsen auf bis zu drei Jahre an, was dazu führte, dass für Kaufverträge für Neuwagen teilweise mehr als 5000 DM über Listenpreis bezahlt wurde, um schneller an das Modell zu kommen. Auch Jahreswagen wurden vielfach mit Preisaufschlägen weiterverkauft. Die Entscheidung des Herstellers, den Strich 8 nach Einführung des Nachfolgers noch rund elf Monate im Programm zu belassen, hatte mehrere Gründe. Zum einen war das bewährte Modell speziell im Taxigewerbe noch sehr beliebt und verkaufte sich gut. Zum anderen kam der neu vorgestellte W 123 so gut bei den Käufern an, dass schon zu Beginn der Serienproduktion Lieferfristen von mehr als einem Jahr bestanden. In dieser Zeit war der /8 (W 114/115) je nach Ausführung bis zu 2400 DM günstiger als der Nachfolger. Der Kaufpreis des W 123 bei Markteinführung lag zwischen 18.870 DM (200) und 26.895 DM (280 E).
Zunächst gab es, je nach Motorisierung, verschiedene Scheinwerfer: Wagen mit den schwächeren Motoren wurden mit Rundscheinwerfern ausgestattet, salopp „Ochsenaugen“ genannt. Rechteckige Halogenscheinwerfer kennzeichneten die Spitzenmodelle 300 TD Turbodiesel, 280/280 E und die Coupés. Diese Modelle sind optisch ferner auch an den verchromten Gummilippen unter den Heckleuchten und verchromten Lüftungsgittern vor der Frontscheibe zu erkennen. Im Zuge der Modellpflege zur dritten Serie im September 1982 erhielten alle Modelle die rechteckigen Scheinwerfer, mattschwarze Lüftungsgitter und eine Zierleiste aus Zebranoholz am Armaturenbrett.
Modelle mit Otto- und Dieselmotoren unterscheiden sich äußerlich durch den Einbauplatz der Hirschmann-Radioantenne, falls sie ab Werk mitbestellt wurde (Ausstattungscode 53/x). Bei den Dieselmodellen wurde die Antenne auf dem rechten vorderen Kotflügel montiert, bei den Modellen mit Ottomotoren wegen des elektromagnetischen Feldes der Zündanlage auf dem linken hinteren. Vollautomatische Antennen saßen bei allen Modellen aus Platzgründen hinten links.
Erwähnenswert ist die Aufpreispolitik bei Daimler-Benz in diesen Jahren: Die Preisspanne reichte von rund 18.000 DM im Jahr 1976 für das Basismodell bis zu knapp 80.000 DM im letzten Baujahr für einen voll ausgestatteten 300 TD Turbodiesel. Mit dem auf Wunsch lieferbaren Becker-TeKaDe-Autotelefon erhöhte sich der Preis um weitere 20.000 DM, womit das T-Modell mit diesen Ausstattungsmerkmalen etwa dreimal so teuer war wie die S-Klasse in der Basisversion. Der Kaufpreis konnte sich bereits mit nur wenigen Ausstattungsmerkmalen leicht verdoppeln.
Der große Erfolg der Baureihe zeigt sich auch darin, dass die Mercedes-Baureihe 123 – wie ihr Vorgängermodell, das 1974 den VW Käfer vom ersten Platz der Neuzulassungsstatistik verdrängte – als einziges Fahrzeug den VW Golf auf Platz eins der Zulassungsstatistik der Bundesrepublik in einem Kalenderjahr ablösen konnte: 1980 erreichte die Baureihe 123 insgesamt 202.252 Zulassungen, während der Golf auf 200.892 Neuanmeldungen kam.

### Bildübersicht

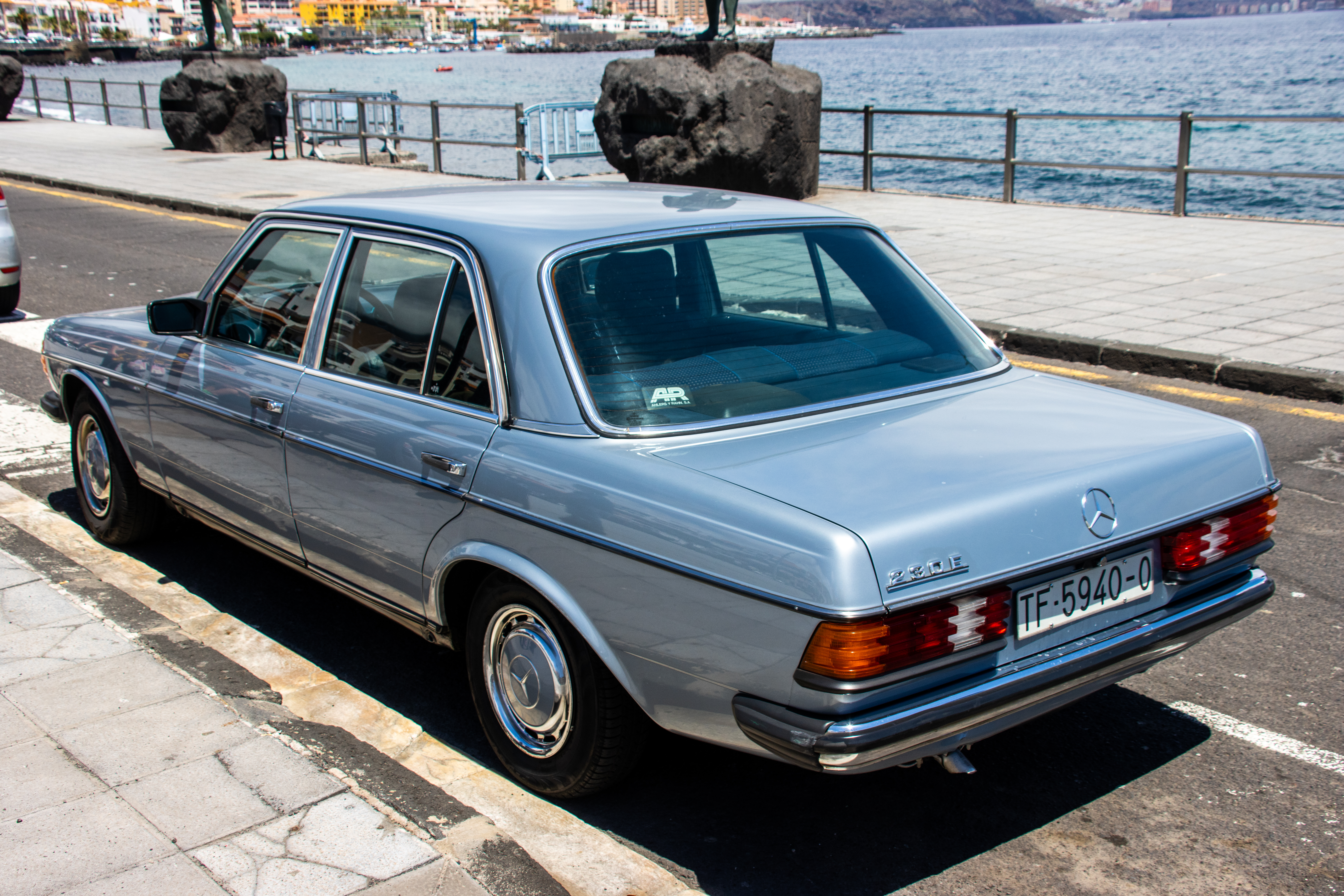
230 E
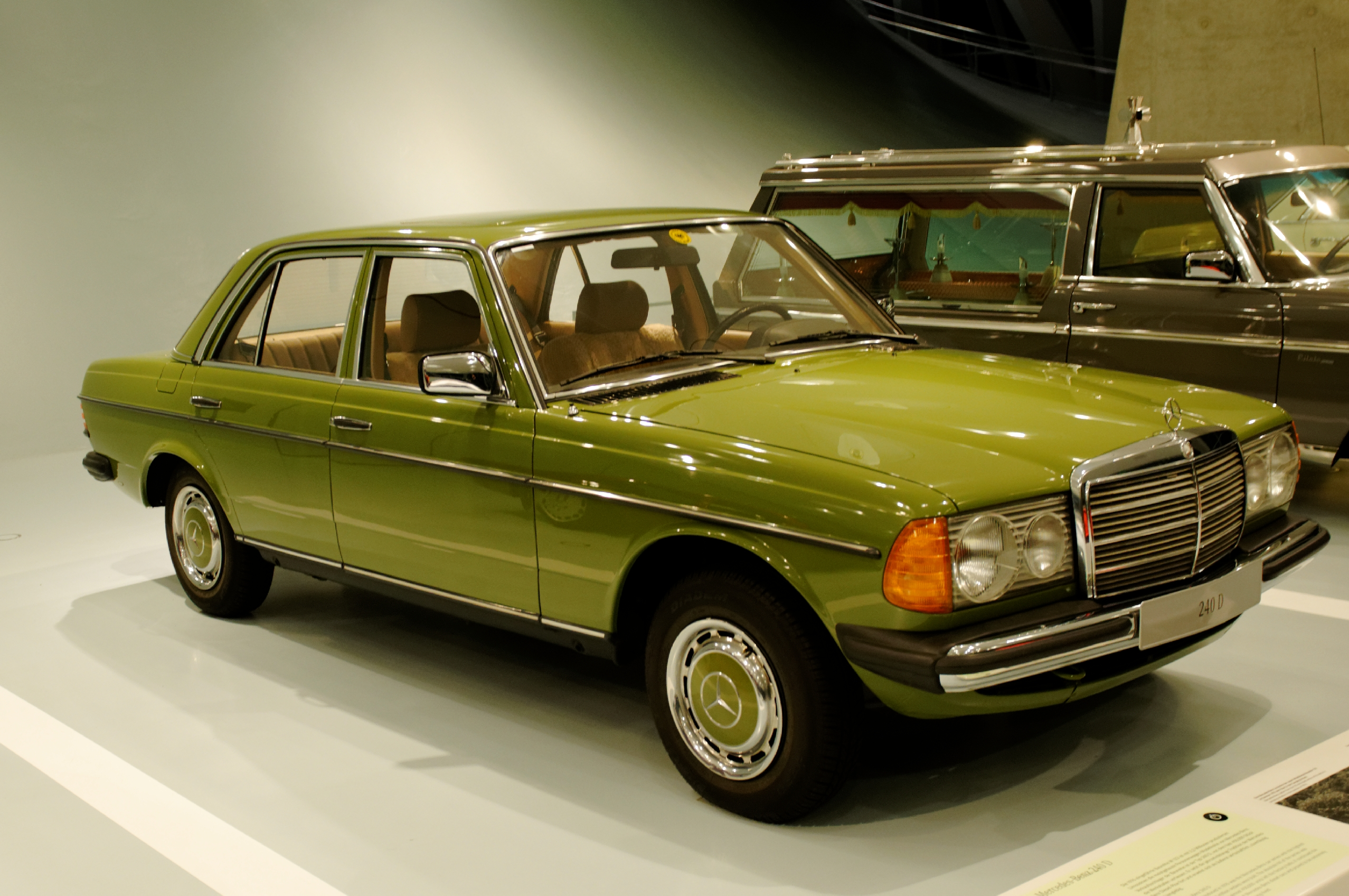
240 D
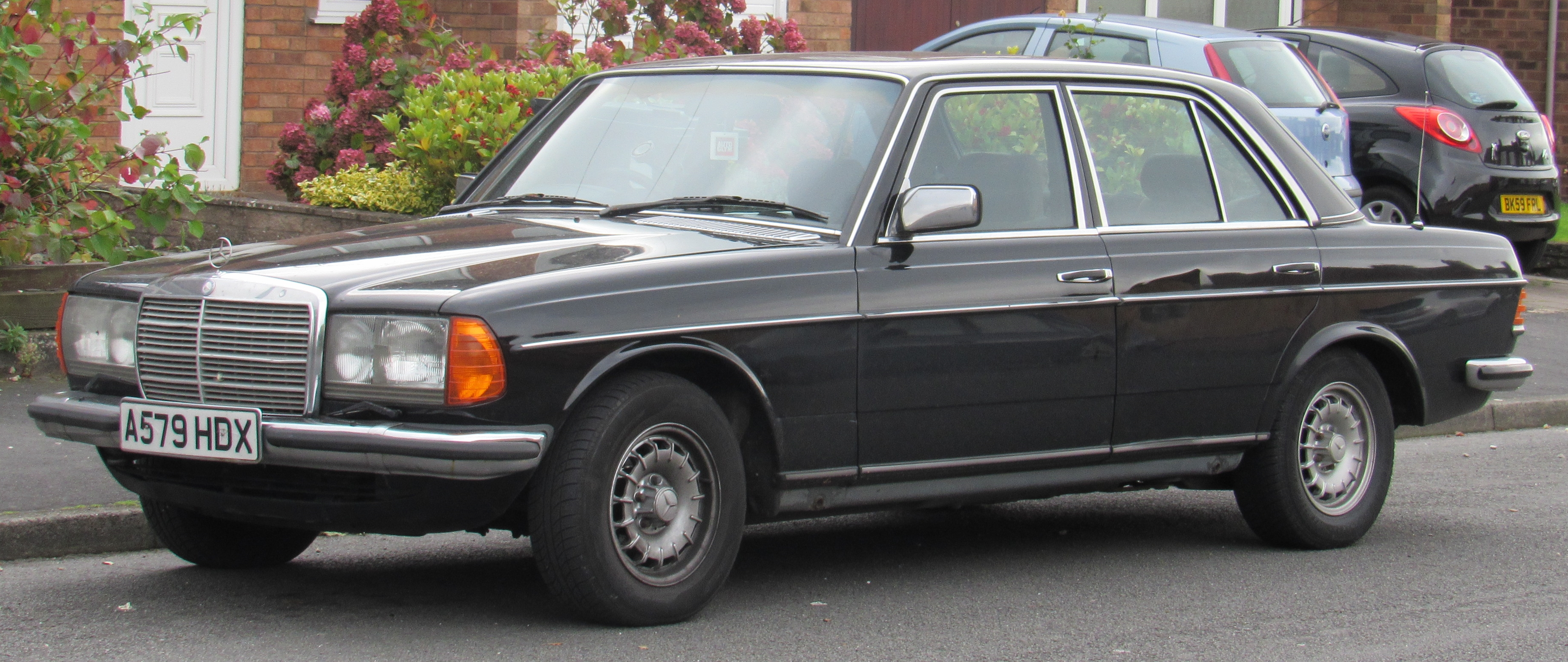
280 E
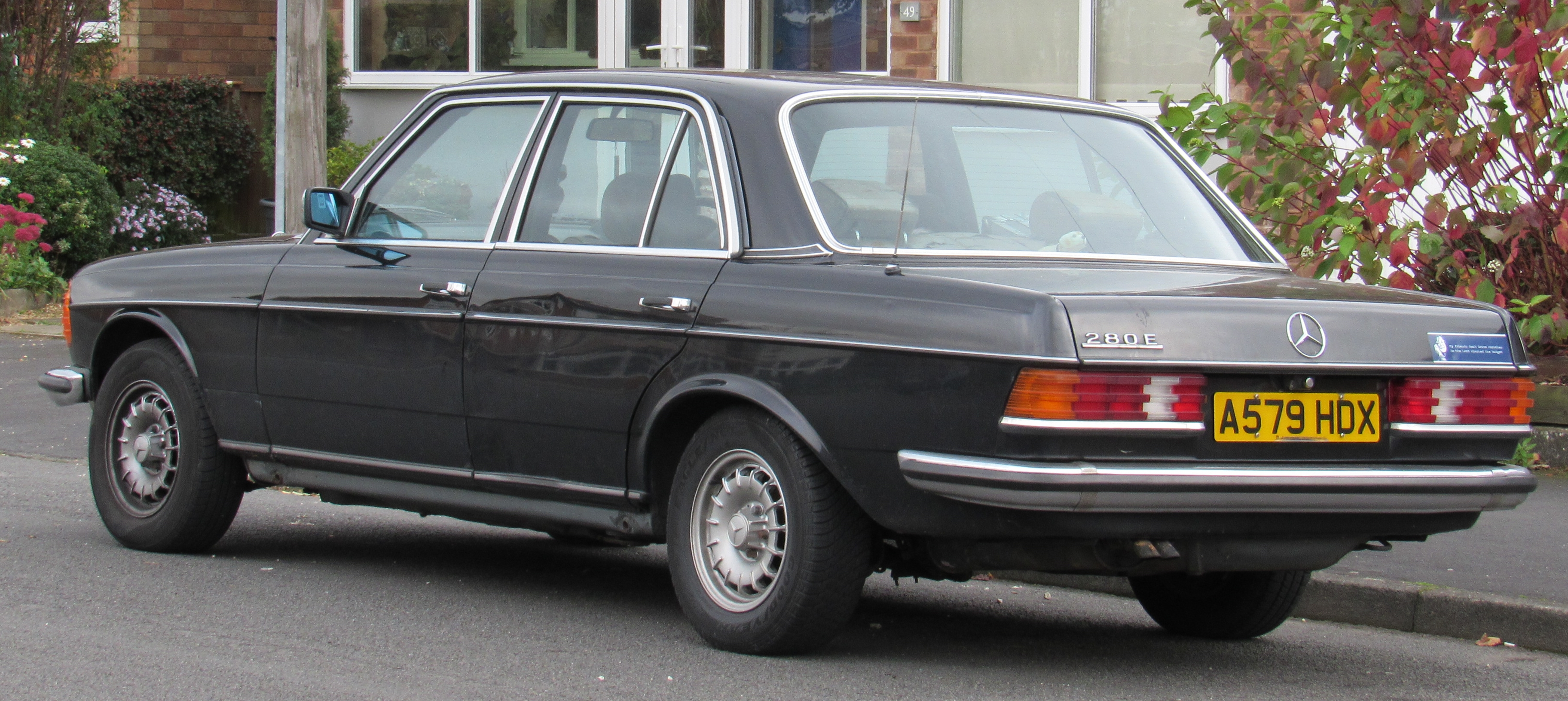
280 E
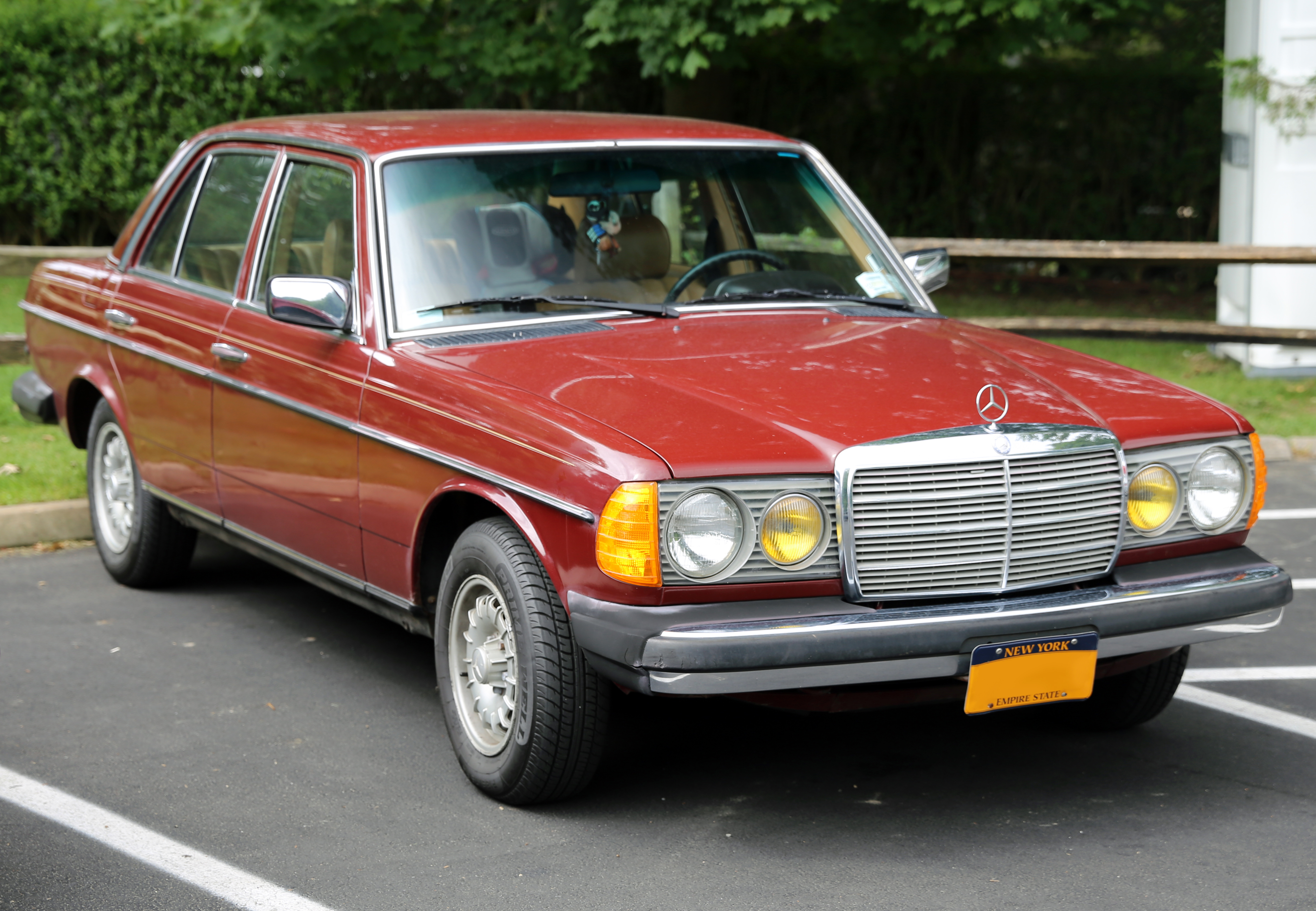
240 D (US-Ausführung des W 123 mit Sealed-Beam-Scheinwerfern und Sicherheitsstoßstangen)
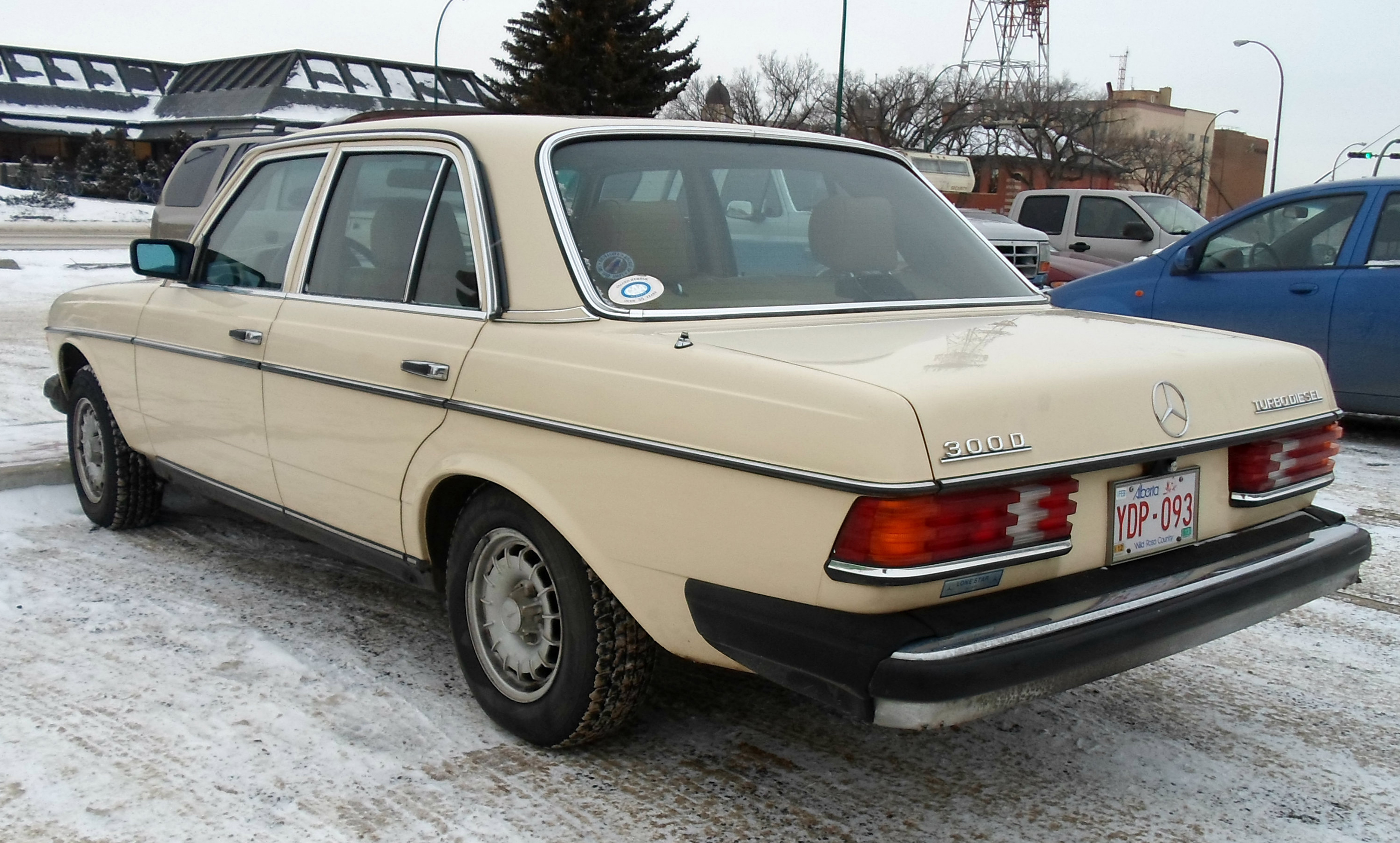
300 D (US-Ausführung)
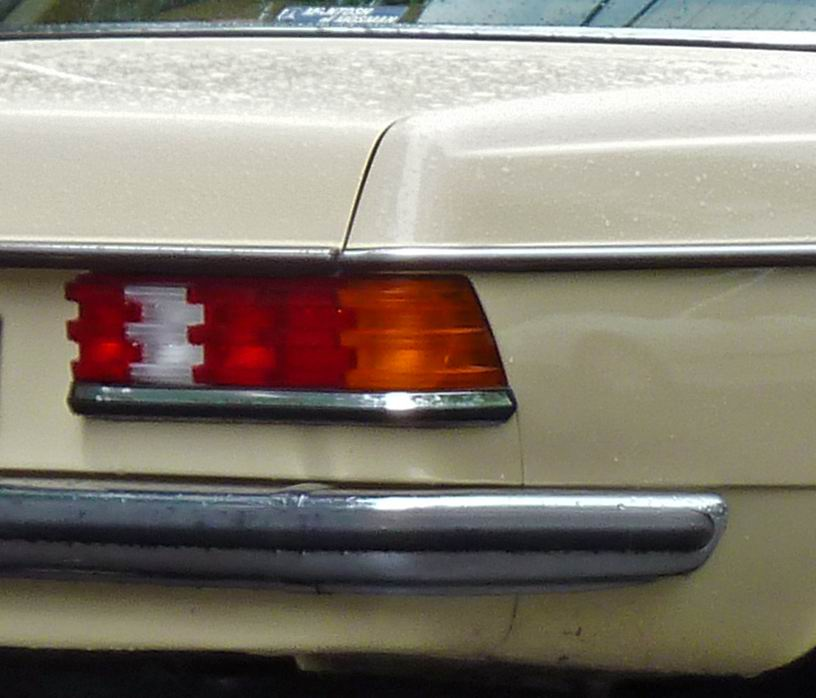
Die verchromte Leiste unter den Rückleuchten und die lange Stoßstange waren 280 und 280 E vorbehalten.
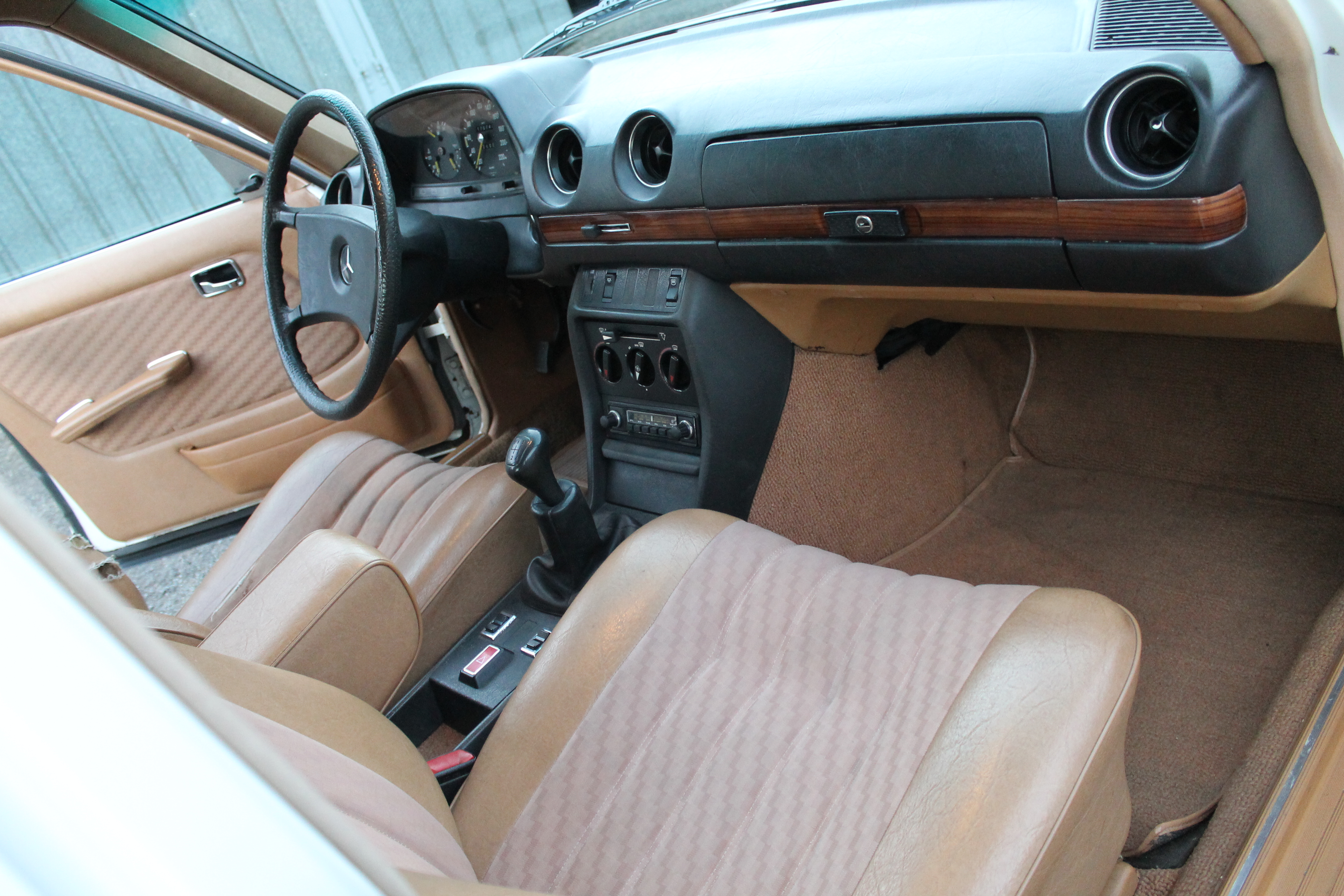
Interieur eines 280 E
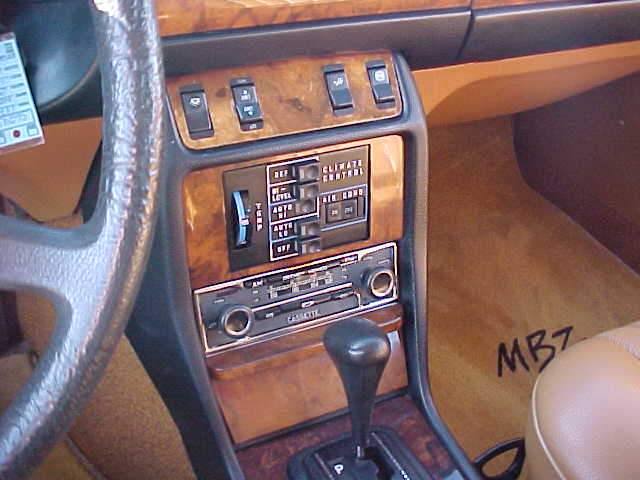
Innenraum mit einer frühen Klimaautomatik; US-Modell, erkennbar an dem oben in der Mittelkonsole befindlichen Schalter (zweiter von links) für die in Deutschland nicht lieferbare halbautomatische Antenne

### Modellpflege
Die Baureihe 123 erfuhr während ihrer Produktionszeit viele Veränderungen. So lässt sich die Baureihe im Wesentlichen in die Erste Serie bis zur Modellpflege im August 1979, die Zweite Serie bis August 1982 und die Dritte Serie unterteilen. Die Erste Serie wiederum wird noch einmal in Serie 0,5 und Erste Serie untergliedert:
- Serie 0,5: November 1975 bis August 1976
- Erste Serie: August 1976 bis Juli 1979
- Zweite Serie: August 1979 bis August 1982
- Dritte Serie: September 1982 bis Januar 1986

Exemplare der sogenannten Serie 0,5 sind heute sehr selten, sie unterscheidet sich nur durch Details von der ersten Serie.
Da in der Produktion mitunter noch Lagerbestände verbraucht wurden, gibt es sogenannte Serienzwitter, die Merkmale verschiedener Serien tragen.
wesentliche Merkmale der zweiten Serie (ab August 1979):
- kleineres Lenkrad (10 mm) in anderem Design (wie W 126)
- modernere Kippschalter (Warnblinker, Fensterheber etc.)
- pneumatische Leuchtweitenregulierung
- geänderte Gurtschlösser und kleinere Kopfstützen
- neue Stoffmuster für die Sitze

wesentliche Änderungen der dritten Serie (ab September 1982):
- Rechteckscheinwerfer und Servolenkung serienmäßig
- ausgeformte Vordersitzlehnen für mehr Kniefreiheit im Fond
- Stoffeinsatz in den Türverkleidungen
- Zebrano-Verkleidung im Armaturenträger
- neue Stoffmuster und Sitze komplett mit Stoff bezogen (keine Kunstlederwangen mehr)
- weniger Windgeräusche durch verbesserte Dachzierleisten
- Lüftungsgitter der Modelle 280, 280 E und aller Coupémodelle nicht mehr verchromt

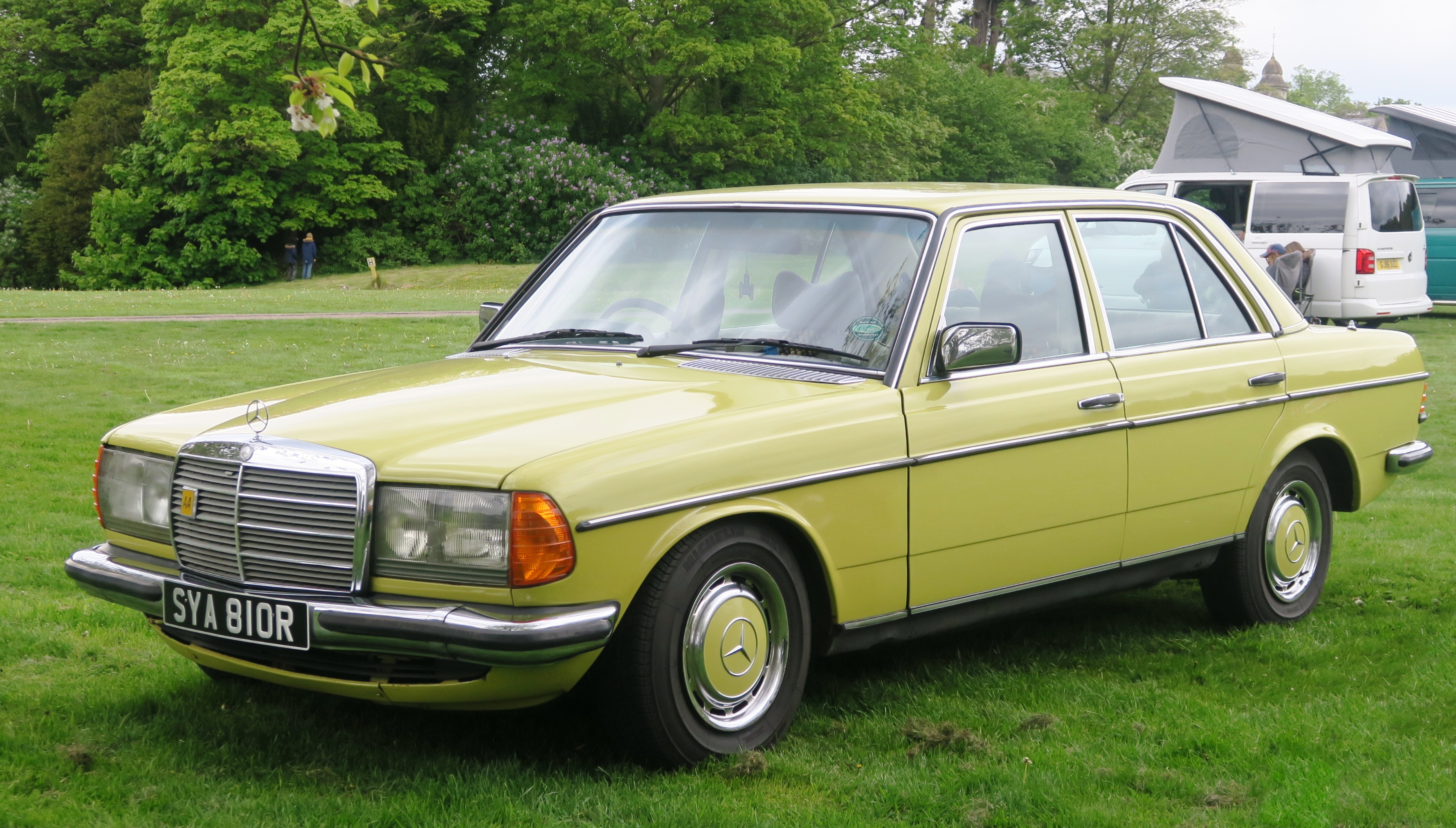
Erste Serie, hier ein 280
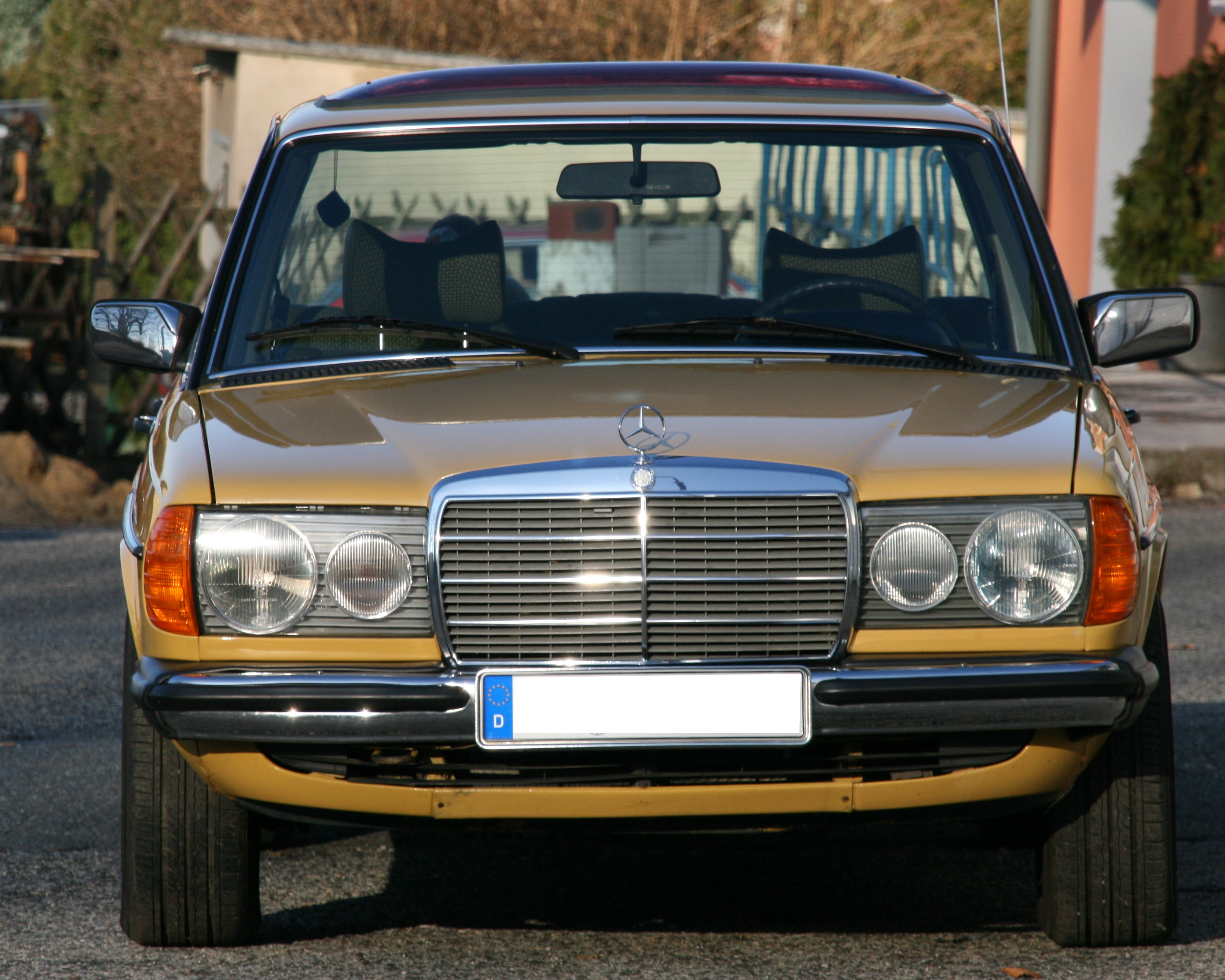
„Hasenohren“-Kopfstützen kennzeichnen die erste Serie.
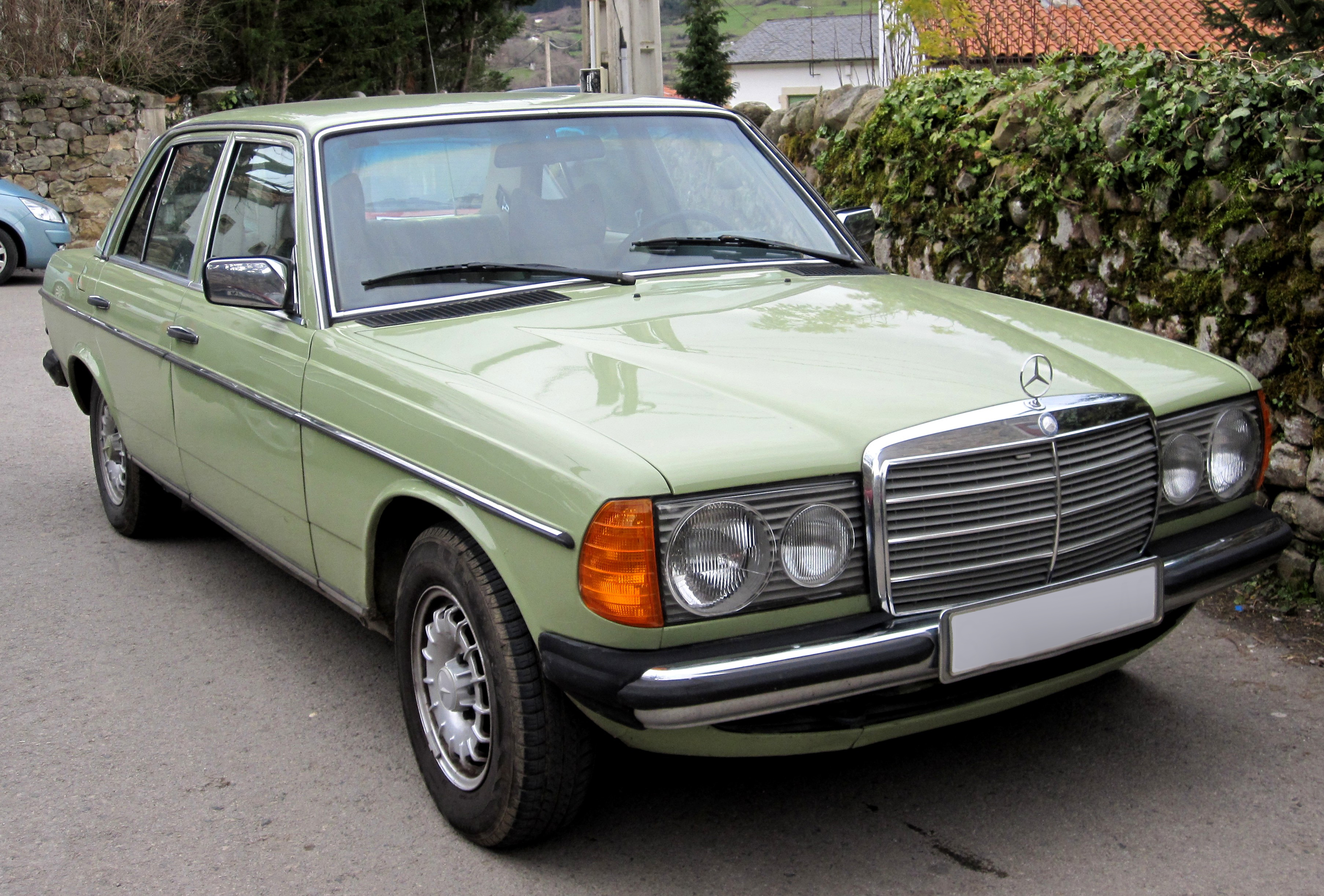
Die Scheinwerfer der ersten Serie werden spöttisch als „Ochsenaugen“ bezeichnet.
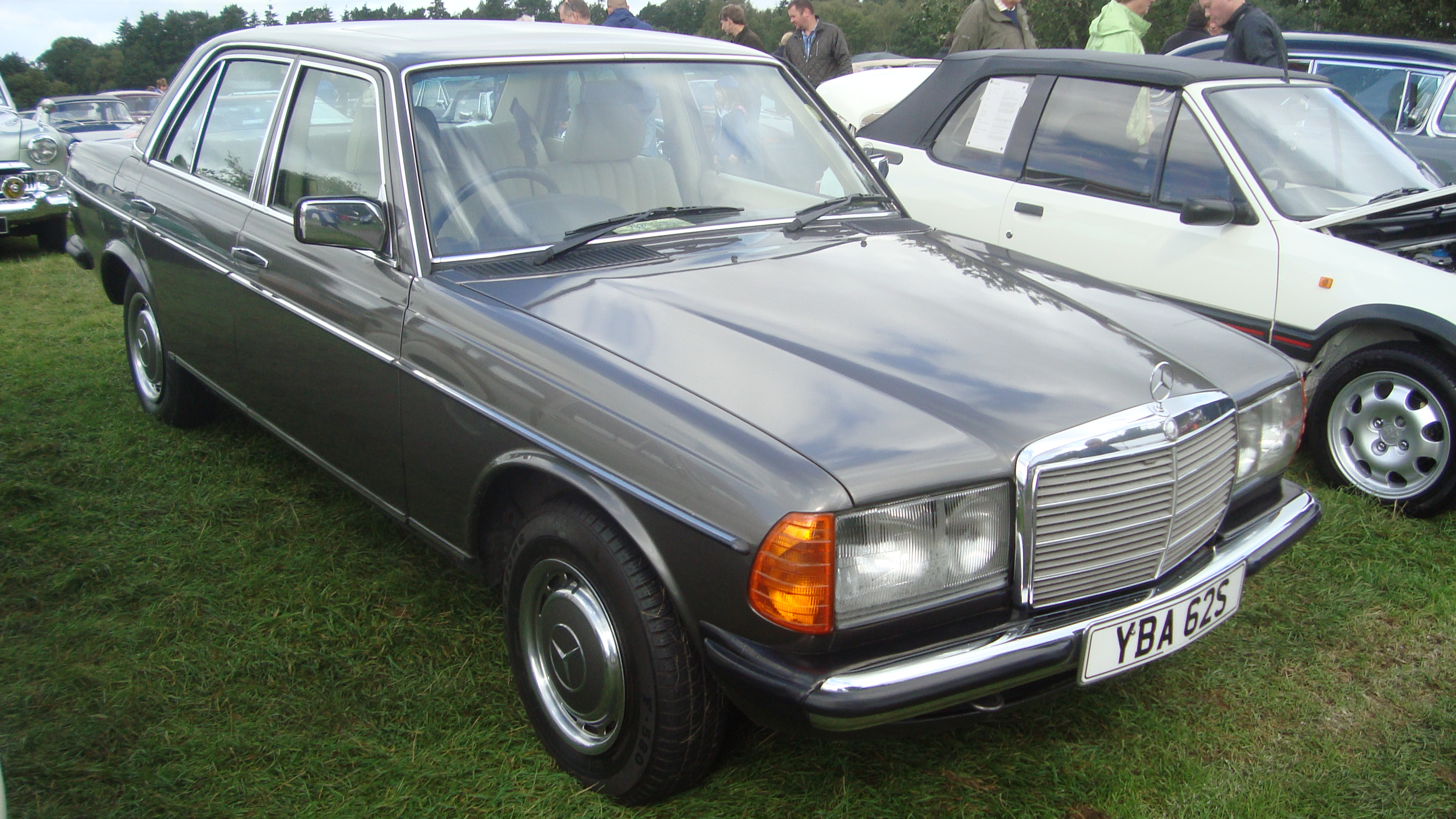
Dritte Serie: Rechteckscheinwerfer nun für alle Modelle

## Modellvarianten
Nachdem Ende 1975 die viertürige Limousine eingeführt wurde, kamen ab Mitte 1977 drei weitere Karosserievarianten hinzu: ein Coupé, eine Limousine mit langem Radstand und erstmals in der Markengeschichte ein T-Modell (Kombi) aus Werksfertigung.

### Limousine (W 123)

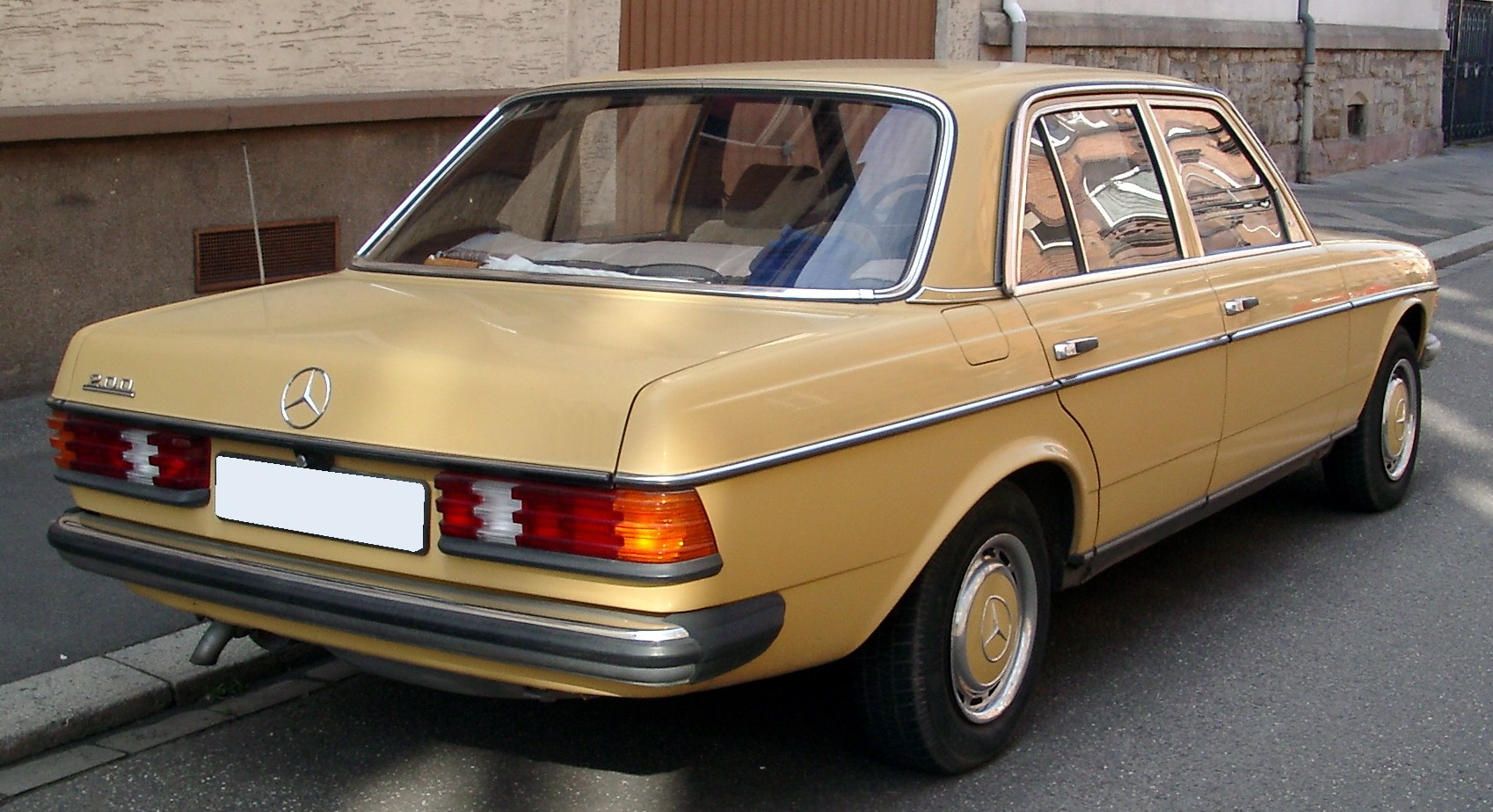
Heck der Limousine

Mercedes-Benz stellte die viertürigen Versionen des W 123 am 29. Januar 1976 in Südfrankreich vor. Zwar gab es einige technische Ähnlichkeiten mit dem Vorgänger, aber dennoch waren Radstand und Außenabmessungen größer. Außen wurde der Wagen ebenfalls aktualisiert, obwohl die stilistische Ähnlichkeit mit W 114/W 115 beibehalten wurde. Zunächst erhielten alle Modelle außer 280/280 E runde Scheinwerfer, die Breitbandscheinwerfer blieben den Sechszylindern vorbehalten. Alle Motoren wurden vom Vorgängermodell übernommen, wobei der 3-Liter-5-Zylinder-Diesel von „240 D 3.0“ in „300 D“ umbenannt wurde (wie bereits früher für den nordamerikanischen Markt).
Die Modelle 280 und 280 E unterschieden sich äußerlich durch in die Seitenteile gezogene verchromte Stoßstangen und Breitband-Halogenscheinwerfer von den einfachen Vierzylindern bis 1982. Leichtmetallräder waren für die einfachen Vierzylindermodelle erst ab 1980 erhältlich. Die Limousine wurde in einer Gesamtzahl von rund 2,4 Millionen Exemplaren gefertigt, beinahe 90 Prozent aller 123er wurden so ausgeliefert. Für diese Variante waren alle Motorentypen verfügbar. Für den Export wurde auch ein Modell mit Turbodieselmotor (300 D Turbo) angeboten.

### Langversion (V 123)

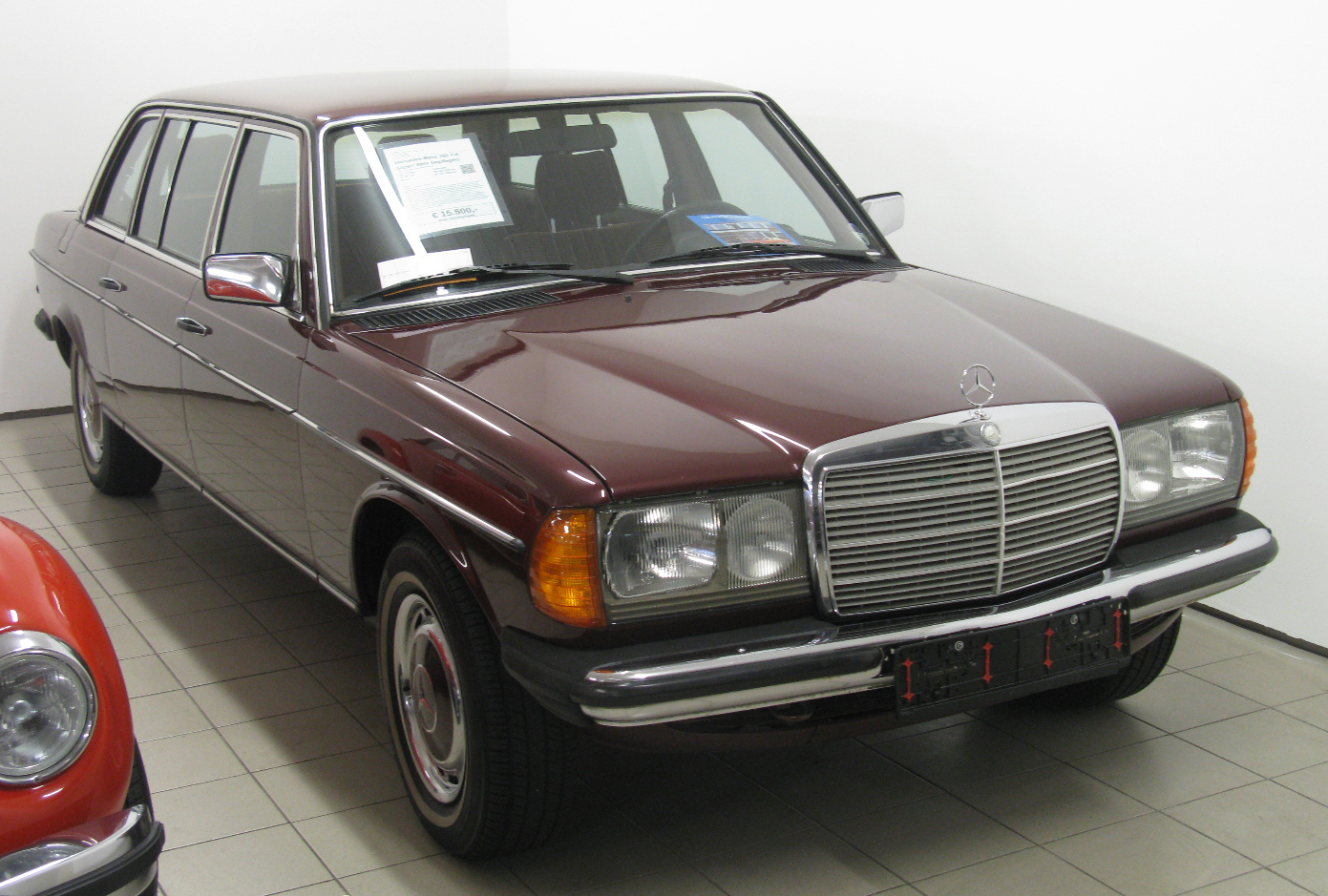
V 123: Lange Limousine

Im August 1977 stellte Mercedes-Benz die Langversion der Mittelklasse-Limousine vor: Der V 123 hatte einen um 630 Millimeter längeren Radstand (3425 mm) als die Limousine (2795 mm). Die hintere Tür war aufgrund der geänderten C-Säulen-Konfiguration aus dem Vorderteil einer Hinter- und dem Hinterteil einer Vordertür zusammengeschweißt.
Die Fahrzeuglänge ermöglichte genug Platz für eine dritte Sitzbank und machte den Wagen zum bequemen Taxi, Firmen- oder Hotelwagen für sieben Passagiere. Als Langversion angeboten wurden die Modelle 250, 240 D und 300 D. Im Nahen Osten sowie auf Zypern sind diese Wagen im Taxibetrieb nach wie vor populär.

### Coupé (C 123)

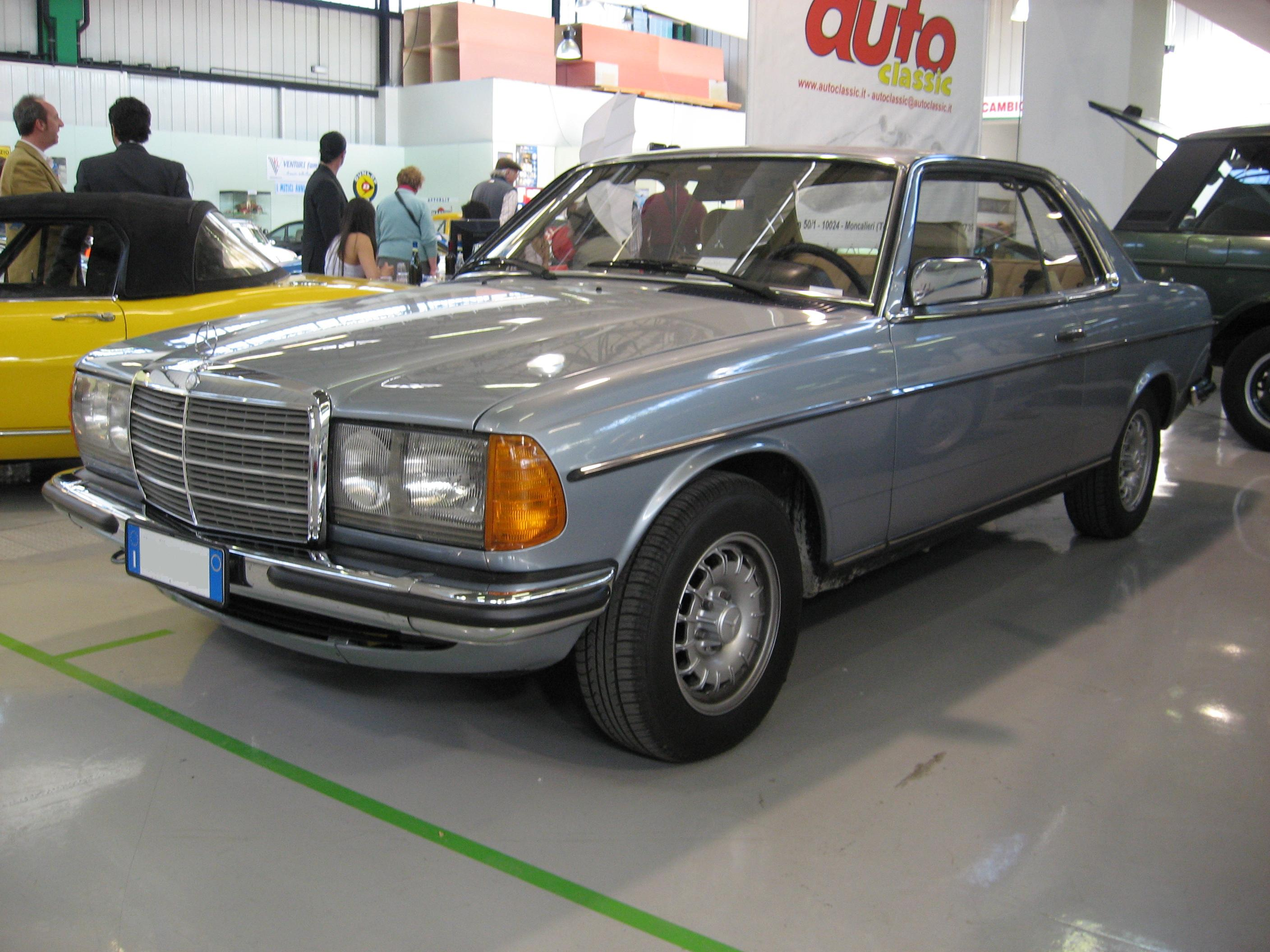
Aufpreispflichtig, aber beliebt: Die „Barockfelge“ von Fuchs

Die Präsentation der 123-Coupés fand im Juni 1977 statt.
Während die Coupés der /8-Reihe stilistisch wegen des identischen Radstandes mit der Limousine sehr großzügig erschienen, waren die neuen Modelle 230 C, 230 CE, 280 C und 280 CE eigenständiger. Der gegenüber der Limousine 85 Millimeter kürzere Radstand gab dem Wagen im Zusammenspiel mit dem niedrigeren Dach und den stark geneigten Front- und Heckscheiben eine gedrungene Erscheinung, verbunden mit einem relativ engen Innenraum.
Die Fahrzeugsicherheit wurde gegenüber den Coupés der Vorgängerserie verbessert: Zusammen mit den von der Limousine übernommenen Knautschzonen ergab die versteifte Dachrahmen-Struktur mit hochfesten Dachpfosten und verstärkten Türen eine noch stabilere Sicherheits-Fahrgastzelle. Motoren, Fahrwerk und Bremsanlage waren mit denen der Limousine gleich.
Bei der Ausstattung orientierten sich die zweitürigen Ausführungen an den gehobenen Ausführungen der viertürigen Spitzenmodelle 280 und 280 E. Dazu gehörten für alle drei Coupés rechteckige Breitband-Halogenscheinwerfer, verchromte Lufteinlassgitter vor der Frontscheibe (bis September 1982) und verchromte Leisten unter den Heckleuchten.
Bei den Modellen der ersten Serie waren das Armaturenbrett und die Mittelkonsole in der Edelholzausführung „Wurzelnuss“ ausgeführt, ab September 1979 wurde dann die Edelholzausführung „Zebrano“ verwendet. So wirkte sich die Modellpflege im September 1982 auf die Coupés weniger stark aus als auf die Limousinen. Schließlich gehörten die nun für alle Modelle eingeführten Breitband-Halogenscheinwerfer schon immer zur Ausstattung der Coupés. Am besten lassen sich die jüngeren Coupés durch die ab 1982 unverchromten schwarzen Lüftungsgitter vor der Windschutzscheibe erkennen.
Mit dem Vierzylinder-Coupé 230 C (80 kW/109 PS) sowie den beiden Sechszylinder-Versionen 280 C (115 kW/156 PS) und 280 CE (136 kW/185 PS) gab es zum Start der Produktion drei Coupémodelle mit Ottomotor.
Bereits im Herbst 1977 kam für den US-amerikanischen Markt der 300 CD mit 59 kW (80 PS) und damit ein Diesel-Coupé hinzu. Damit wollte Mercedes unter anderem den durchschnittlichen Treibstoffverbrauch der Mercedes-Benz-Automobile in den USA reduzieren. Nachdem sich die Grenzwerte für den Flottenverbrauch weiter verschärften, wurde der 300 CD im Jahr 1981 durch den 300 CD Turbodiesel ersetzt. Auch dieses Coupé mit 92 kW (125 PS) Leistung wurde nicht für den europäischen Markt angeboten, sondern löste in den USA das Modell 280 CE ab.
Der 230 C wurde 1980 vom 230 CE abgelöst, dessen neuer Motor M 102 mit mechanischer K-Jetronic-Saugrohreinspritzung 100 kW (136 PS) leistete.
Im Sommer 1985 endete die Serienfertigung des C 123. Insgesamt 99.884 Fahrzeuge dieses Typs entstanden von Juni 1977 bis August 1985, davon 15.509 mit Dieselmotor.

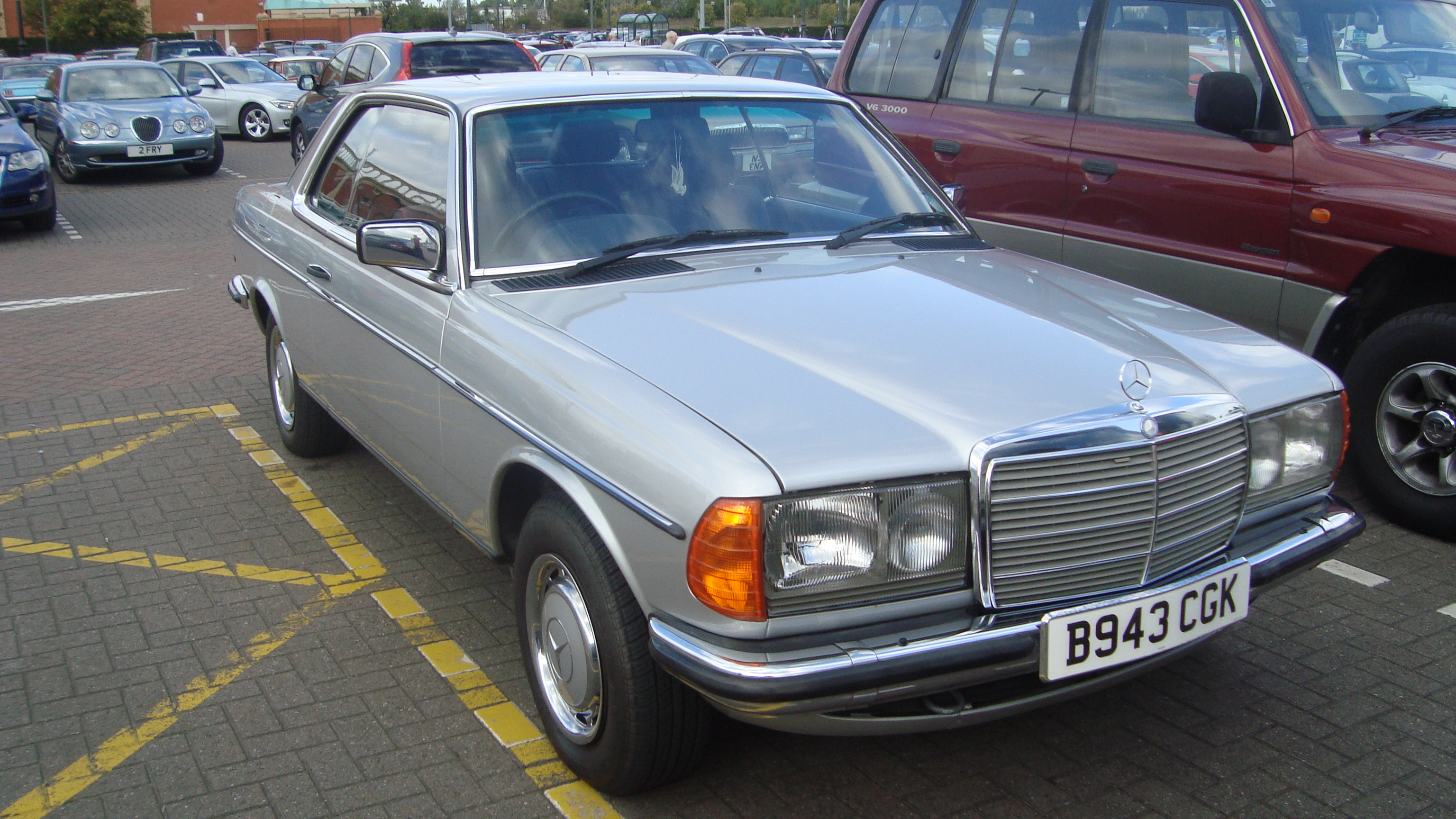
230 CE
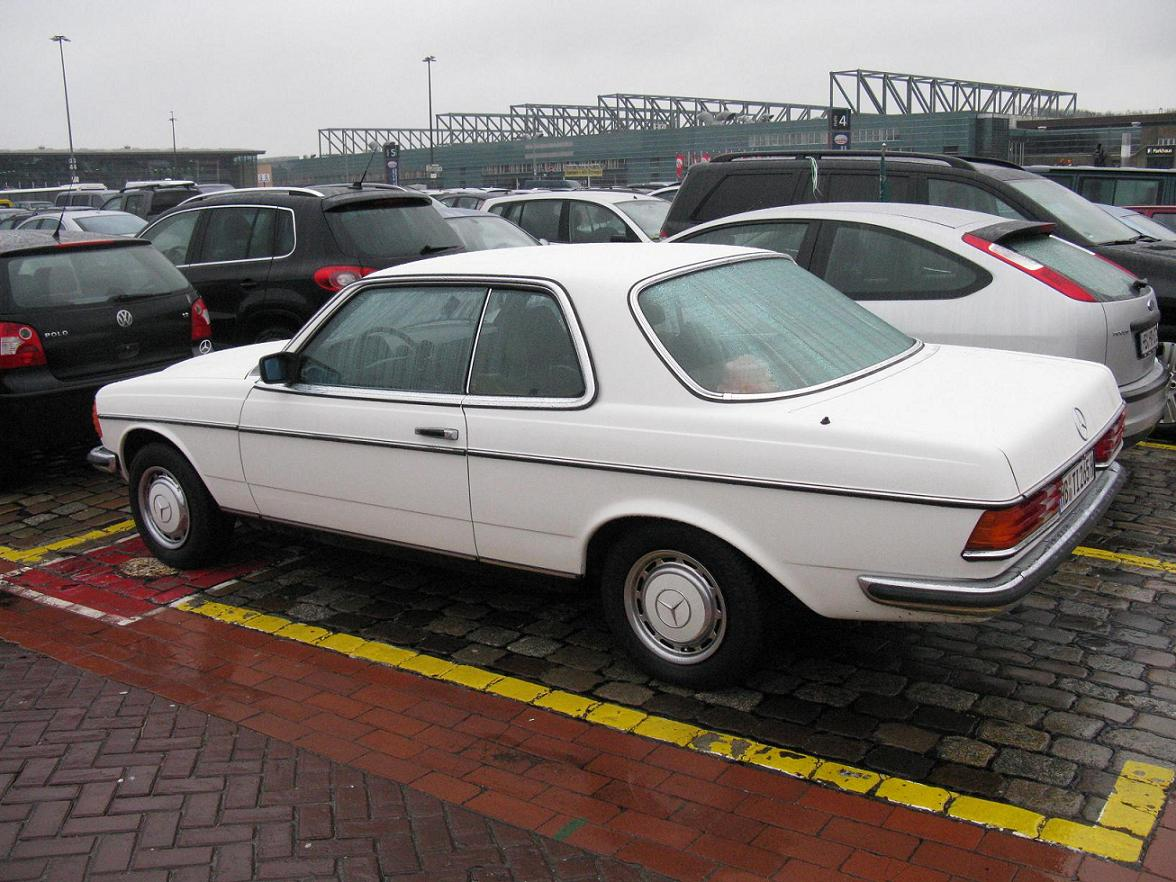
230 CE, Heckansicht
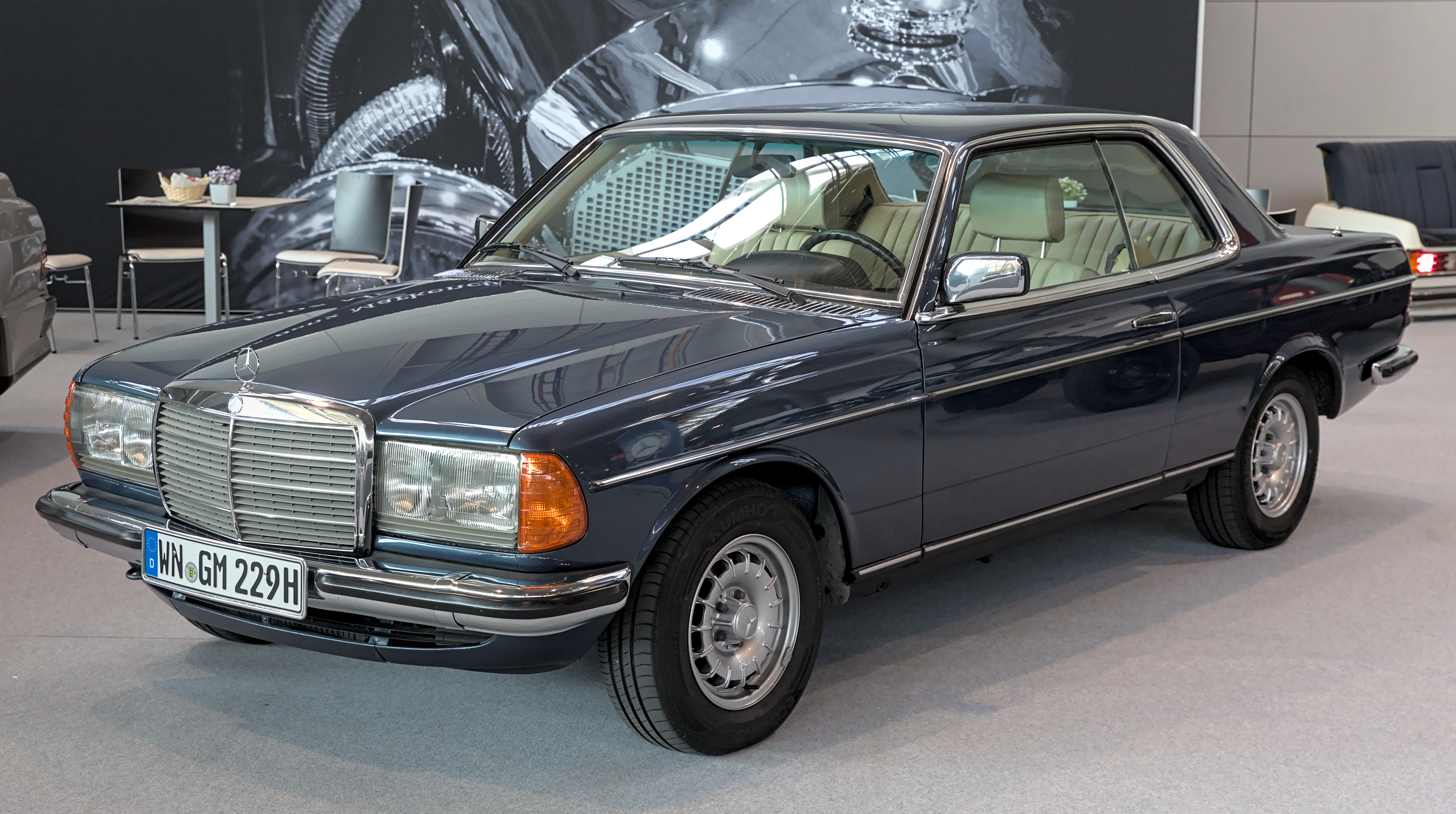
280 CE
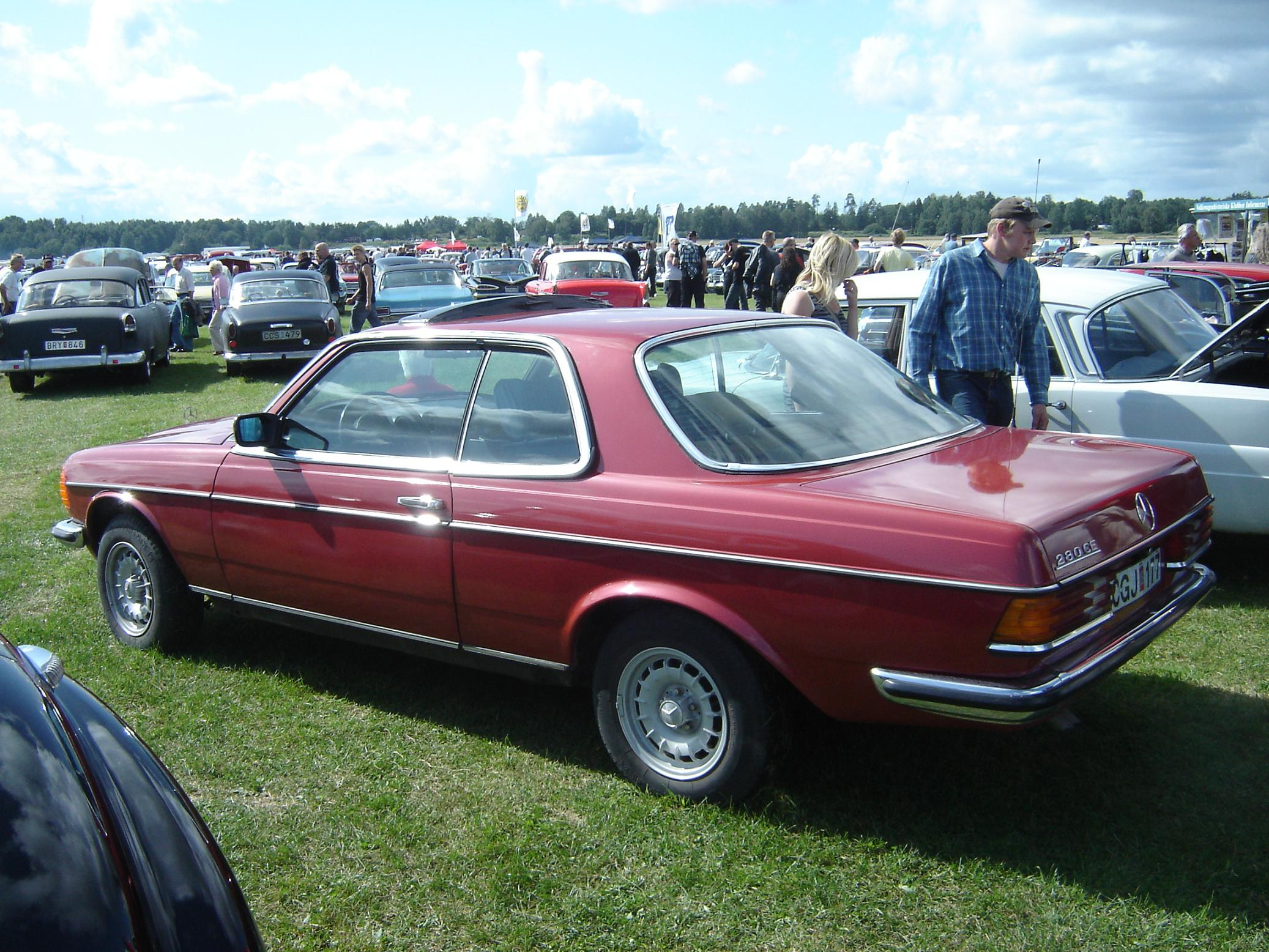
280 CE, Heckansicht
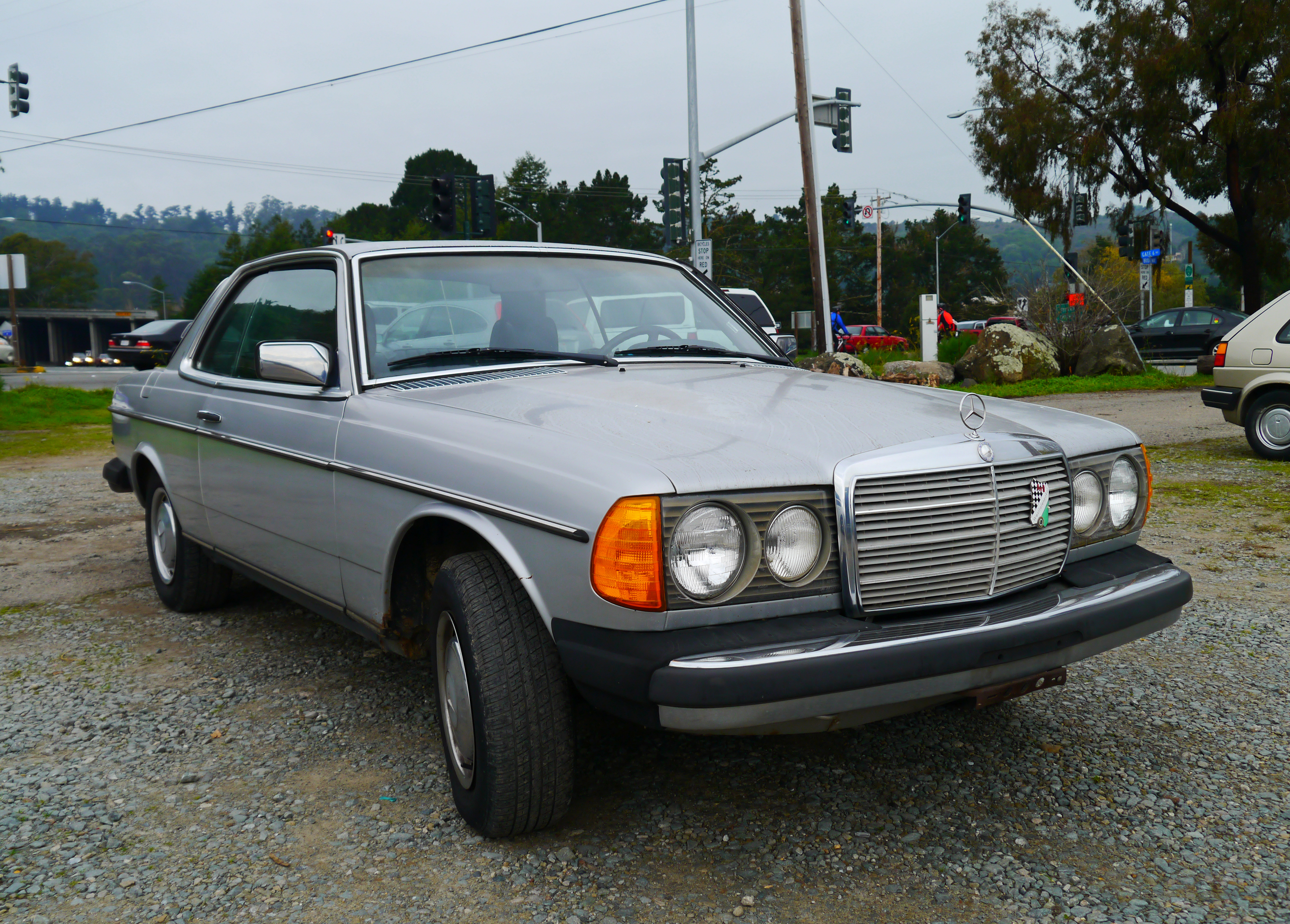
300 CD (USA)
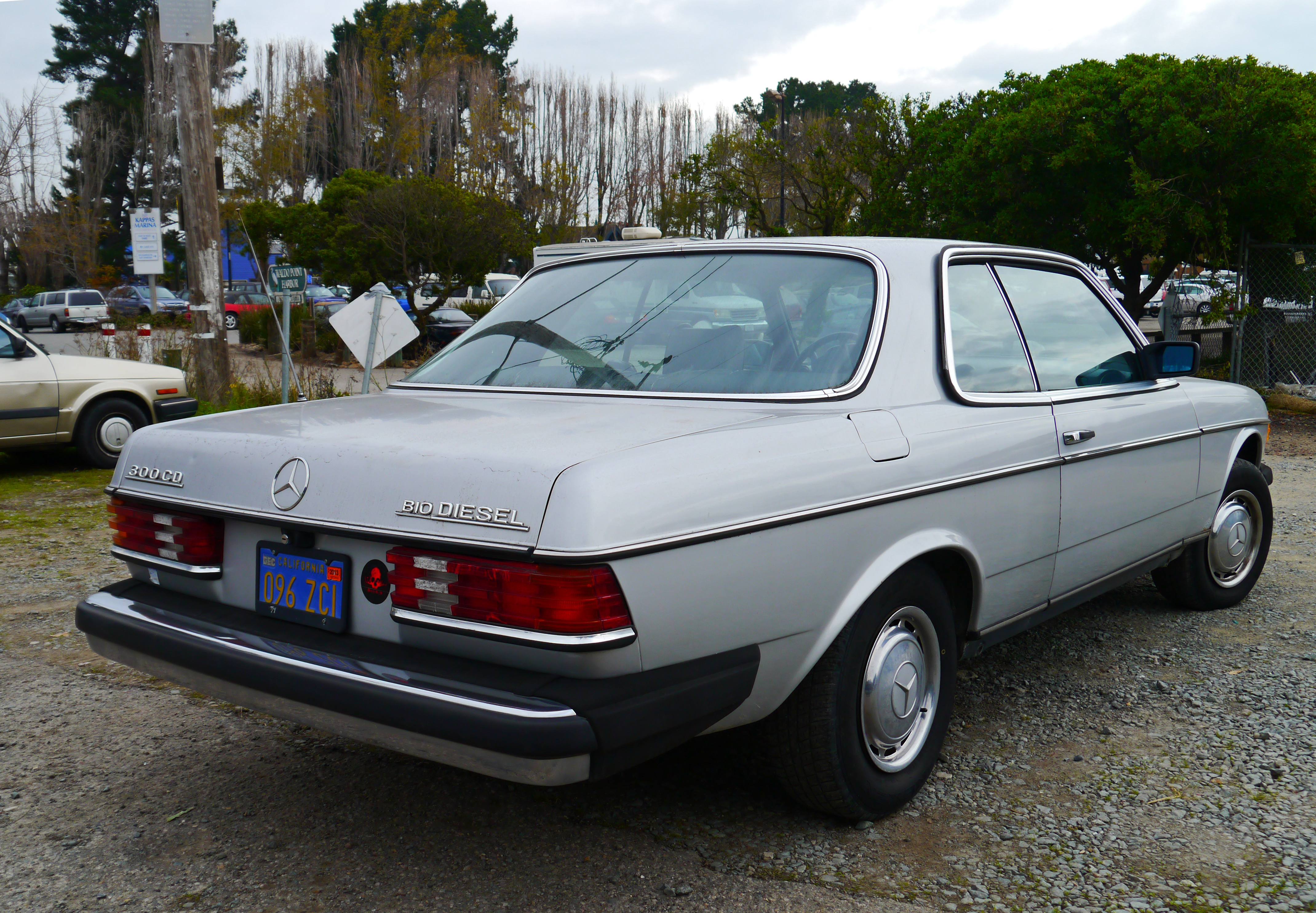
300 CD (USA), Heckansicht

### T-Modell (S 123)

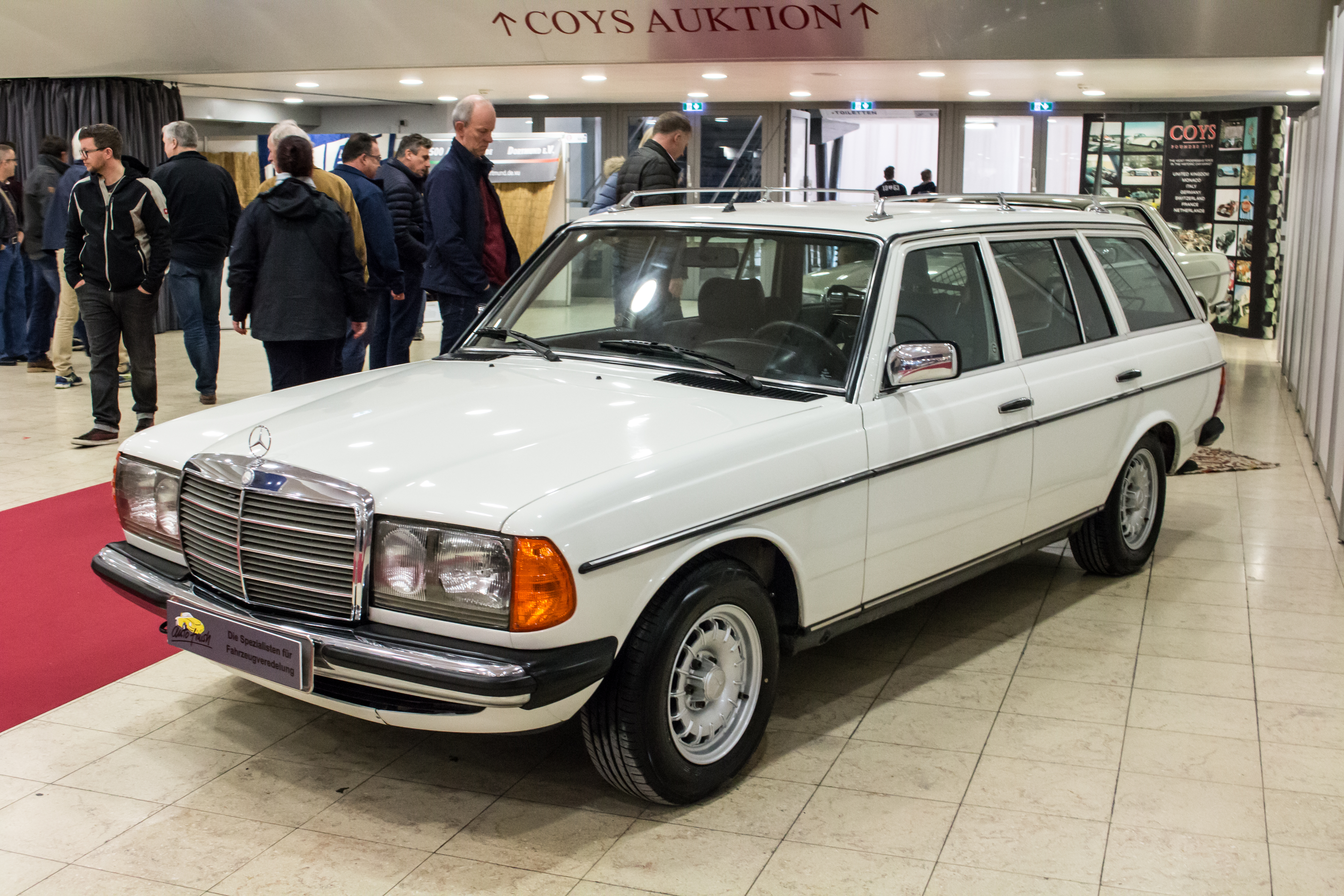
Der S 123 war der erste als T-Modell bezeichnete Kombi von Mercedes-Benz

1966 und 1967 wurden die Heckflossen-Typen der Baureihe 110 und 111 als Kombi „Universal“ angeboten, die wenigen (unter 3000 Stück), in Belgien bei I.M.A. in Daimler-Benz-Lizenz gefertigten Kombis blieben Exoten. Andere Mercedes-Benz-Kombis, Bestatterfahrzeuge und Krankenwagen waren sämtlich Umbauten von Karosseriebauunternehmen, so war es auch beim W 114/115, von dem es ab Werk keinen Kombi gab. Mit der Einführung des T-Modells gab es elf Jahre später mit der Baureihe 123 wieder Mercedes-Benz-Kombis.
Ergebnisse der Marktforschung, die während der Konzeption der Baureihe 123 lief, zeigten, dass eine deutliche Nachfrage nach einem sportlichen, luxuriösen Fünftürer bestand. Der Vorstand gab 1975 grünes Licht für das Projekt. „Kombi“ sollte der neue Mercedes-Benz nicht heißen; auch die bei den Heckflossenkombis kurzzeitig genutzte Bezeichnung „Universal“ fand keine Zustimmung. Zunächst war die Bezeichnung „Stationswagen“ vorgesehen. Statt „250 K“ oder „250 U“ trüge die Laderaum-Variante des kleinen Sechszylinders dann das Kürzel „250 St“ auf der Heckklappe. Schließlich fiel die Entscheidung für das Kürzel „T“: der Buchstabe steht für Tourismus und Transport. Auf der Internationalen Automobil-Ausstellung in Frankfurt am Main 1977 wurden die Kombimodelle – intern als S 123 bezeichnet – der Öffentlichkeit präsentiert.
Im April 1978 begann die Serienproduktion des T-Modells (S 123) im Werk Bremen. Das Fahrzeug entspricht technisch der Limousine: Antrieb, Bremsen und Fahrwerk sind ebenso nahezu gleich wie die äußeren Abmessungen (Länge, Breite und Radstand). Der Kombi hat hinten etwas stärkere Bremsen (42 mm statt 38 mm Bremskolben). Wenn die serienmäßigen Sitze mit Fahrer und Passagieren belegt sind, bietet der Wagen noch Raum für 523 Liter Zuladung bis zur Fensterkante. Bei umgeklappter hinterer Sitzbank beträgt das Ladevolumen bis zur Fensterkante 879 Liter. Das Konzept bot mehrere Variationsmöglichkeiten in der Gestaltung des Innenraums. So konnte die Rücksitzbank als Sonderausstattung mit einer asymmetrischen Teilung geliefert werden. Je nach Bedarf ließen sich dann ein oder zwei Drittel der Lehne umlegen.
Eine hydropneumatische Niveauregulierung an der Hinterachse war beim S 123 serienmäßig. Auf Wunsch war eine Ausstattung mit 15-Zoll-Rädern, anderen Federn und Stoßdämpfern sowie einem stärkeren Bremskraftverstärker möglich. Damit stieg die Zuladung des rund 1500 Kilogramm schweren T-Modells von serienmäßigen 560 Kilogramm auf 700 Kilogramm.
Außerdem bot Mercedes eine Kindersitzbank im Laderaum und eine verchromte Dachreling an. Die Reling wurde bereits im Sommer 1978 Serienausstattung. Alle T-Modelle waren durchgehend mit Teppichboden ausgestattet, auch auf der Ladefläche. Angeboten wurde die neue Karosserievariante zunächst als 230 T, 250 T und 280 TE sowie als 240 TD und 300 TD, 1980 kamen der 200 T, 230 TE und der 300 TD Turbodiesel dazu. Für alle Modelle waren Leichtmetallräder als Sonderausstattung erhältlich. Wie bei der Limousine, waren bis 1982 die Scheinwerfer nur beim 280 TE und dem 300 TD Turbodiesel rechteckig. Bei den anderen Modellen waren die Scheinwerfer bis 1982 rund.
Zu den Besonderheiten des T-Modells zählte das für den 250 T und 280 TE erhältliche Schaltgetriebe mit synchronisiertem Rückwärtsgang.

### Bildübersicht

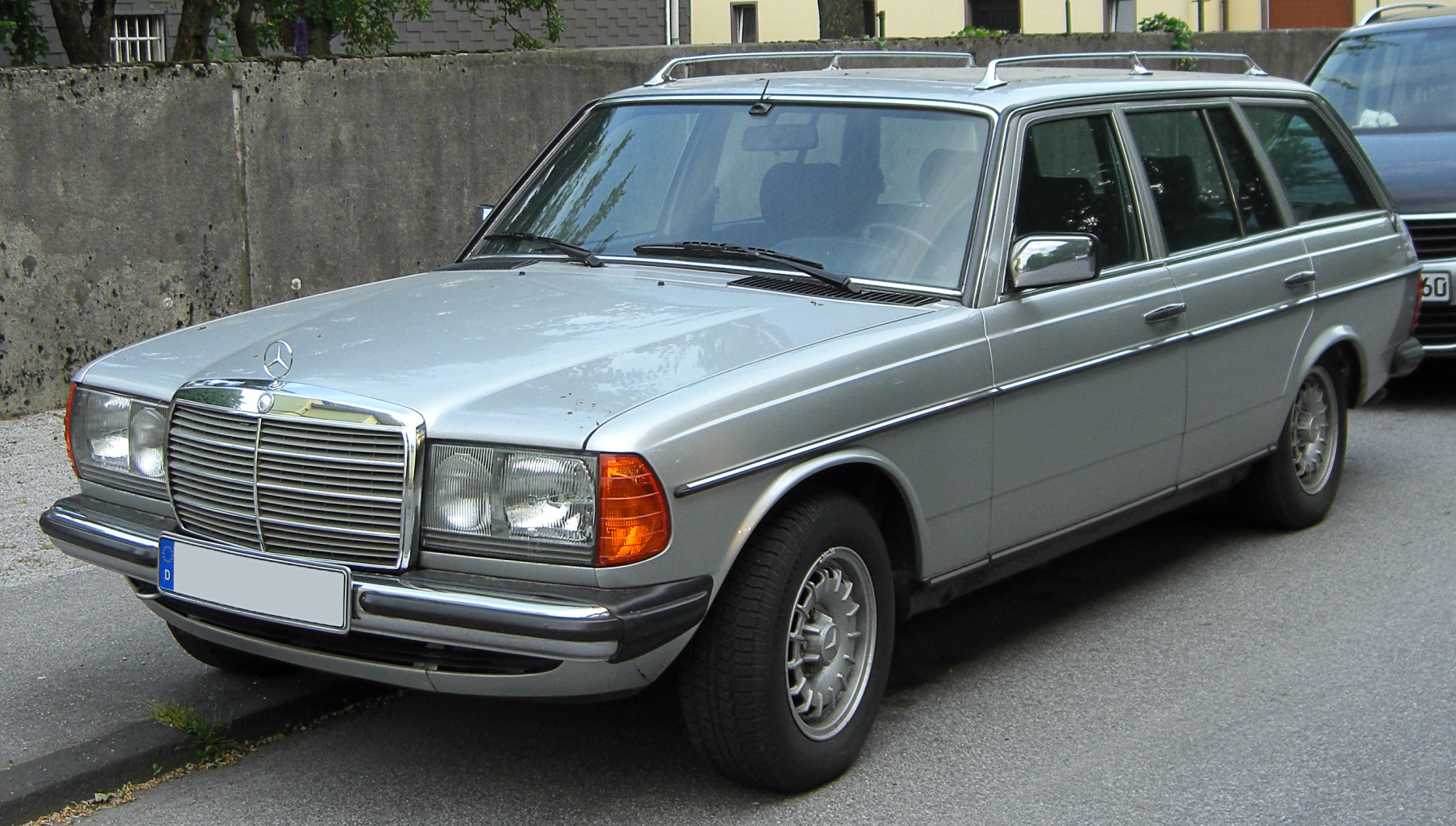
230 TE
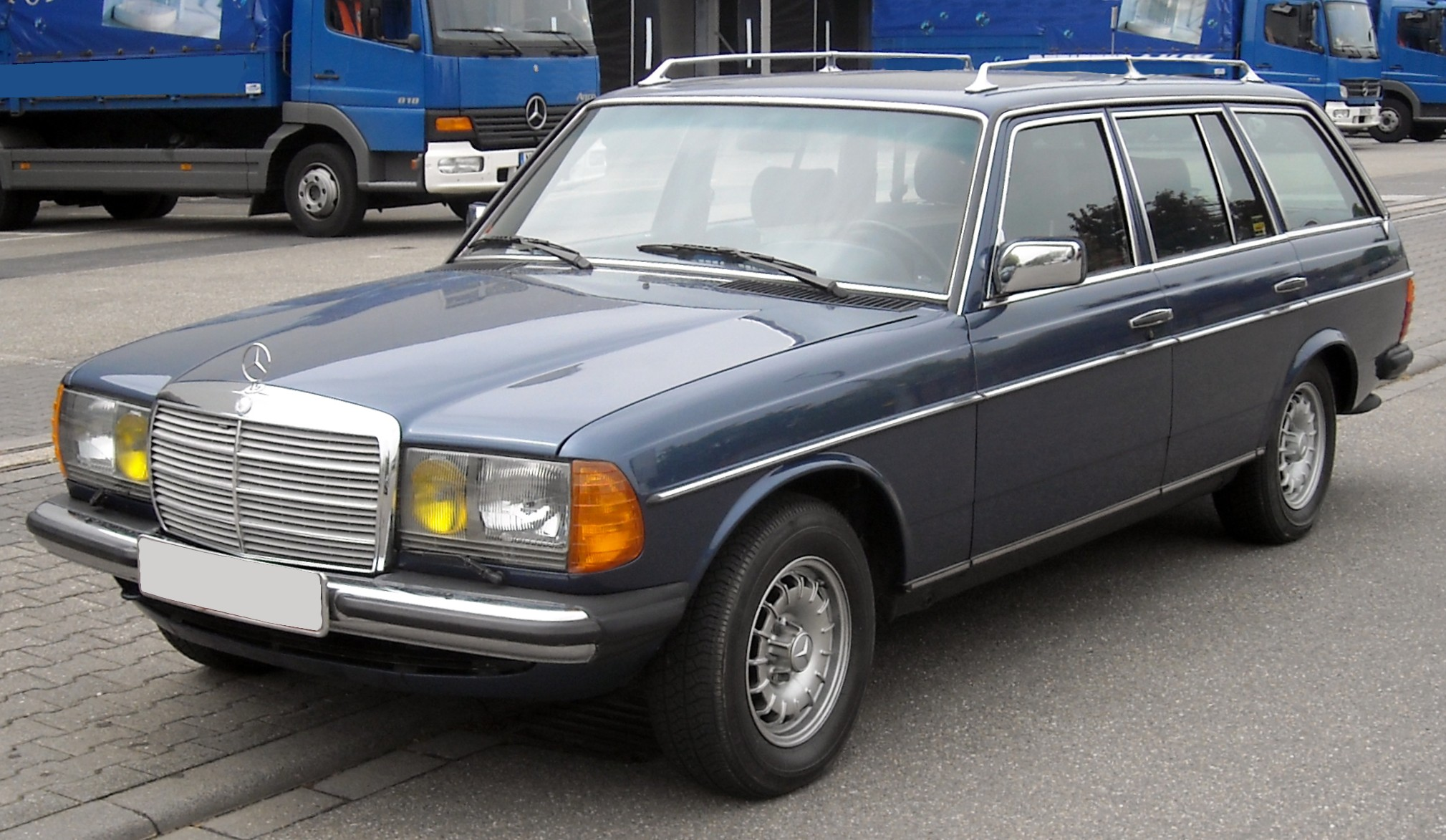
280 TE
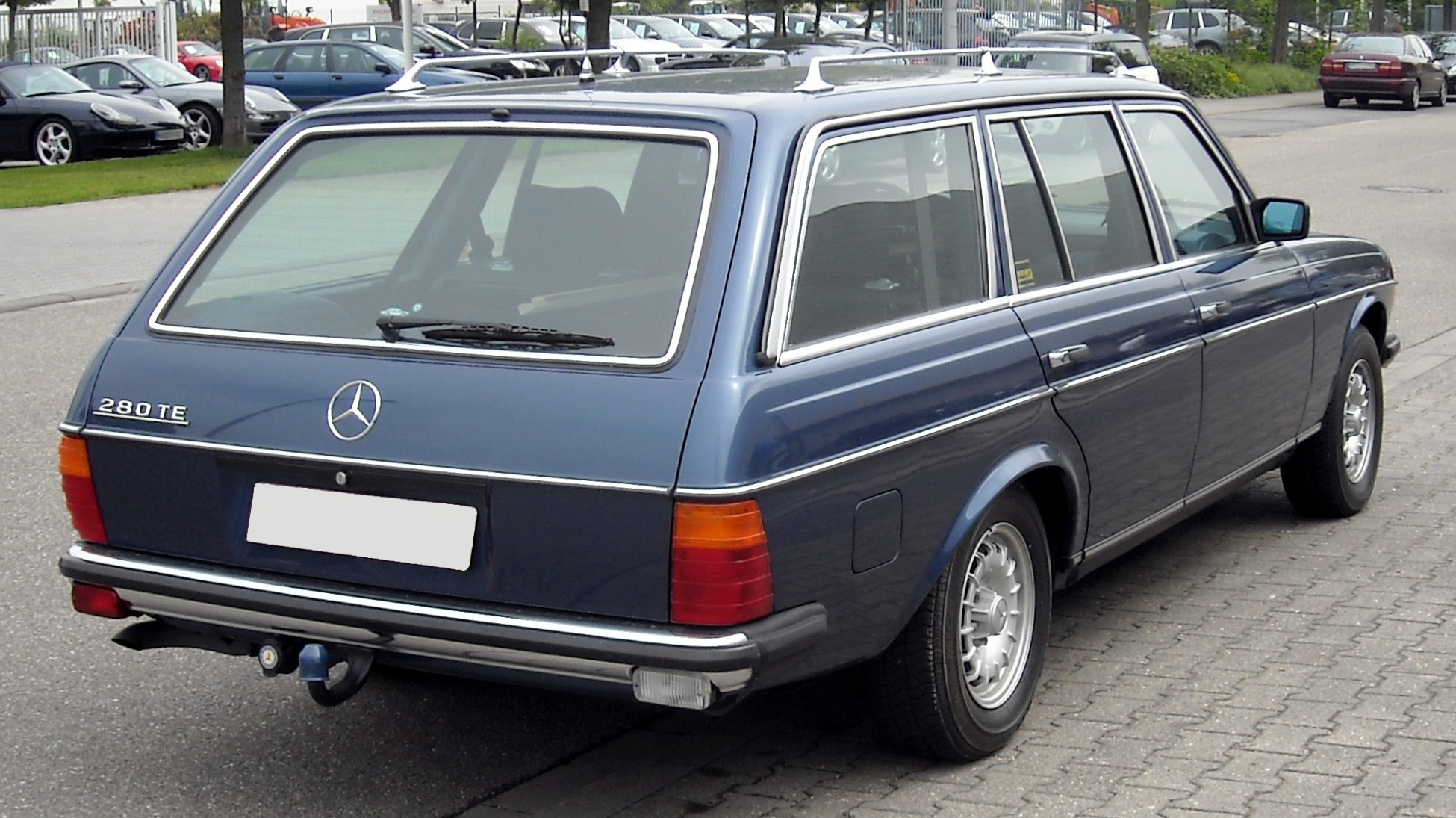
280 TE, Heckansicht
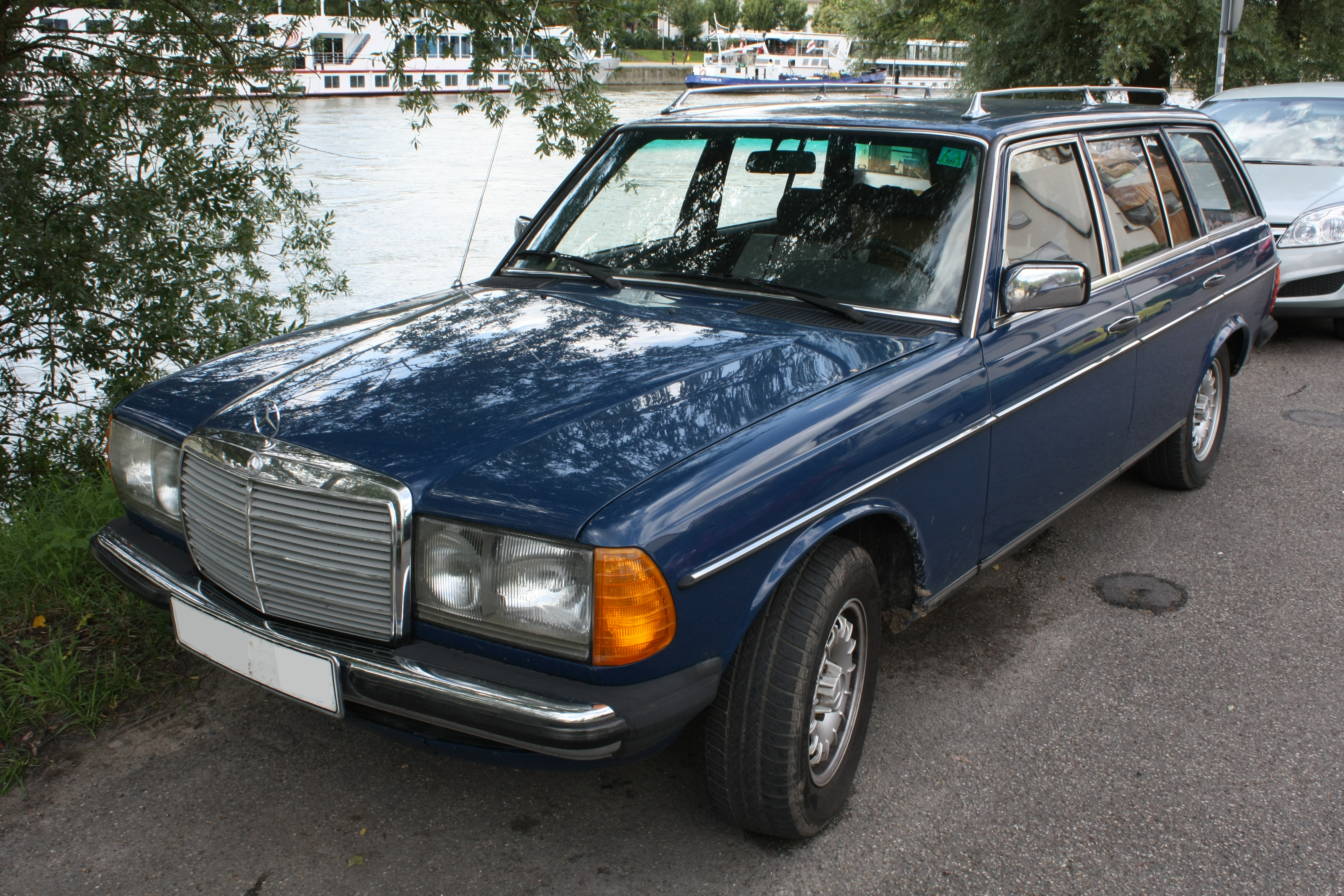
240 TD
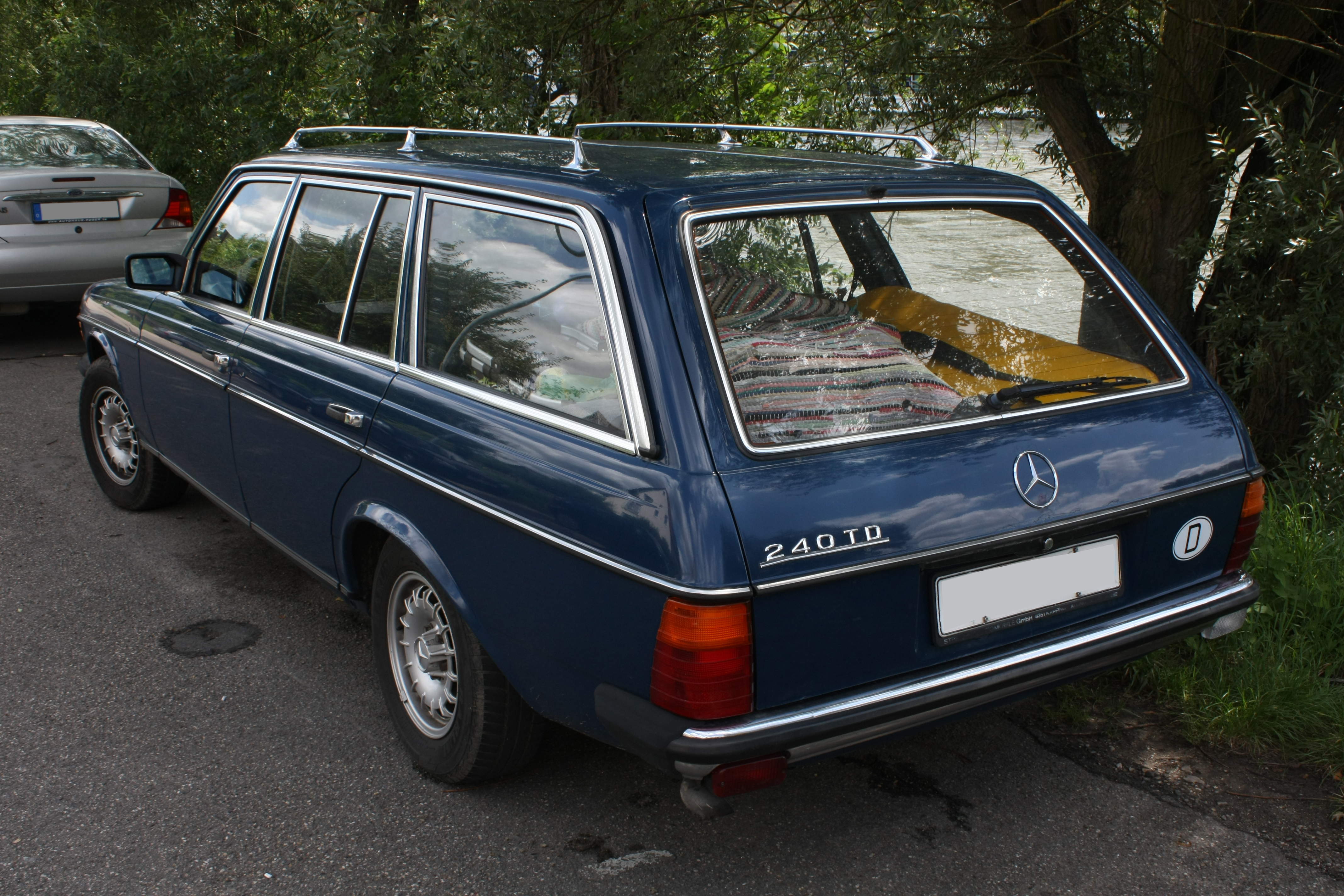
240 TD, Heckansicht
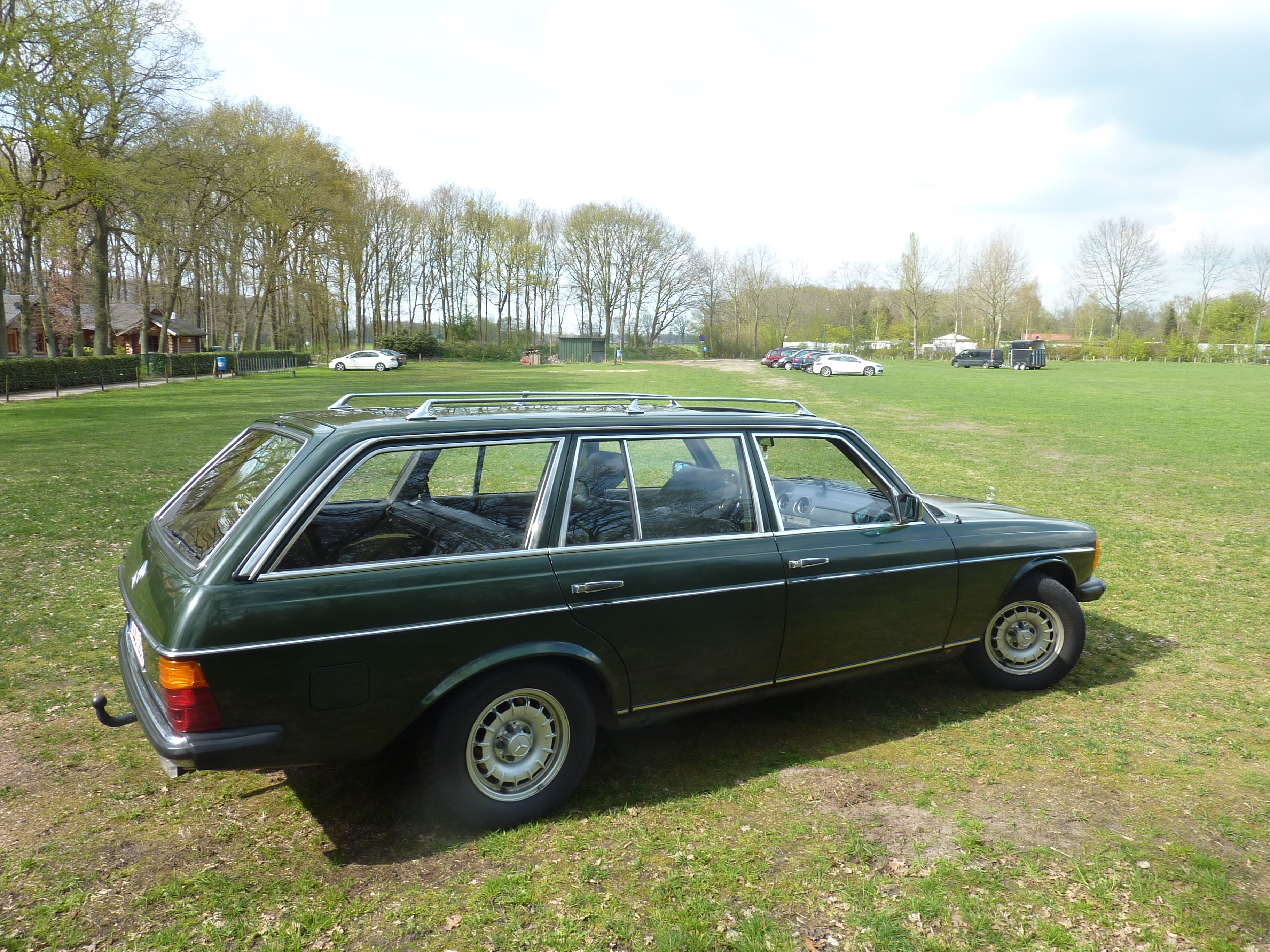
300 TD Turbo
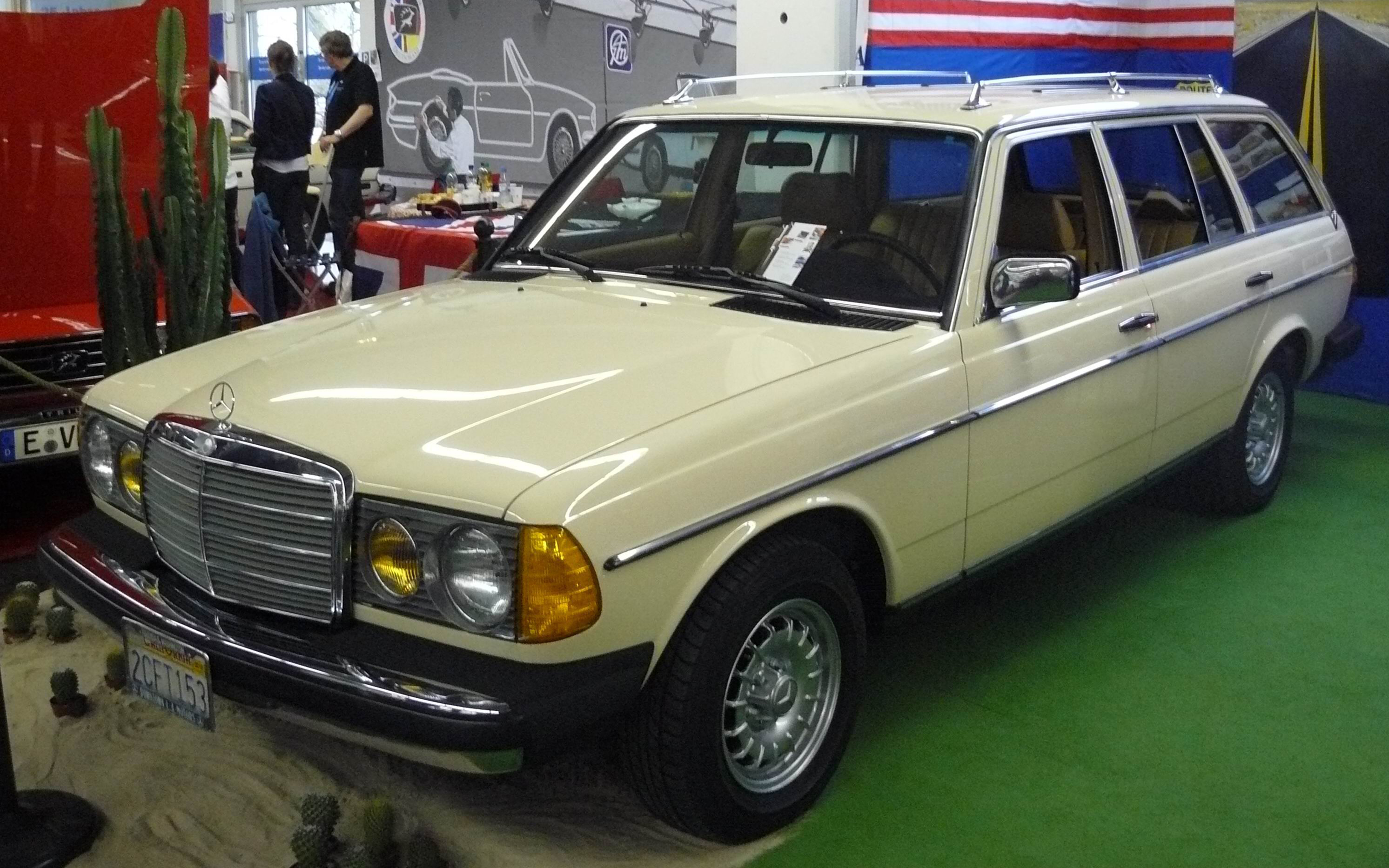
300 TD (USA)
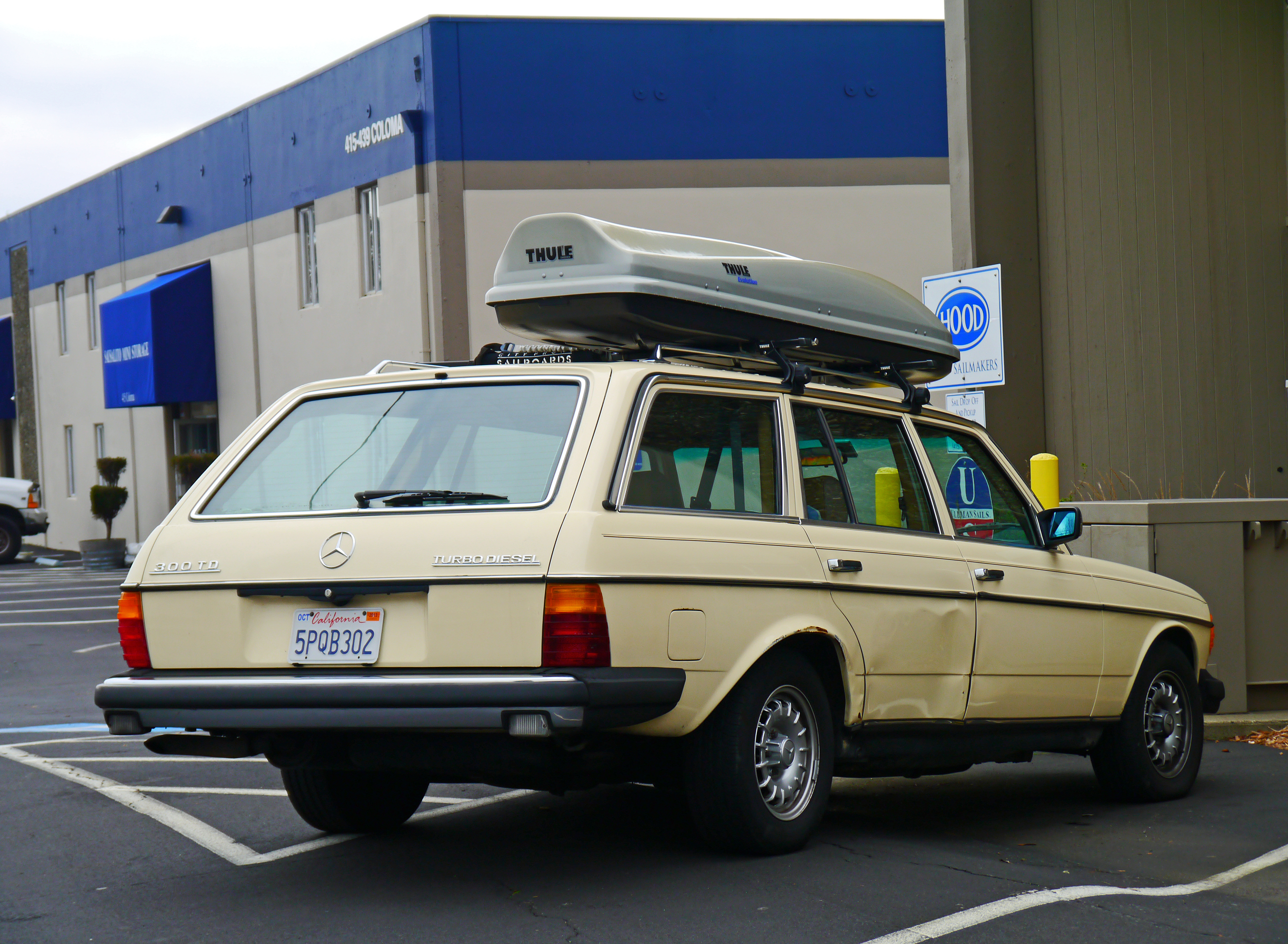
300 TD Turbodiesel (USA), Heckansicht
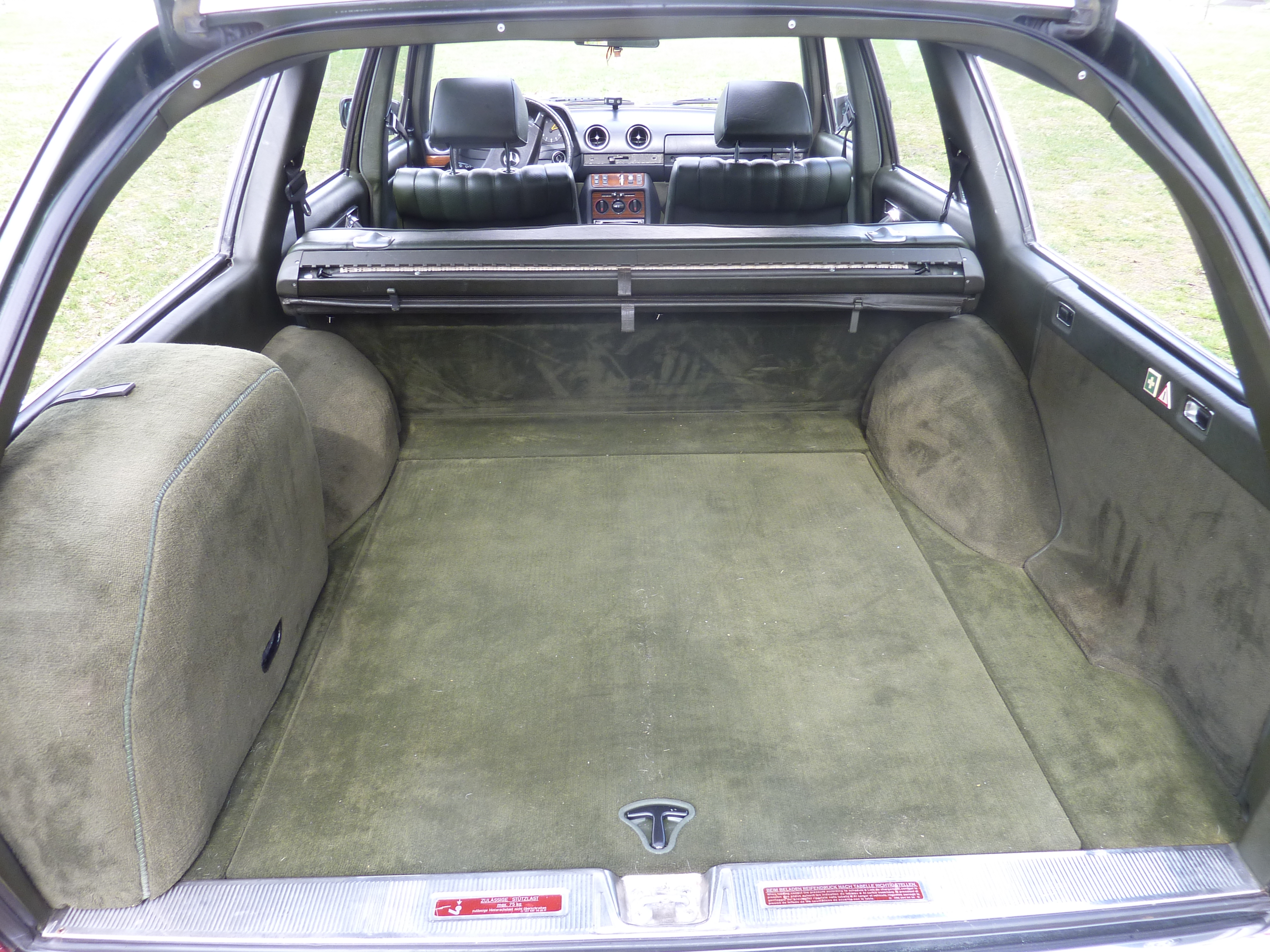
Kofferraum; links das Reserverad unter einer Abdeckung

### Sonderausführungen (F 123)

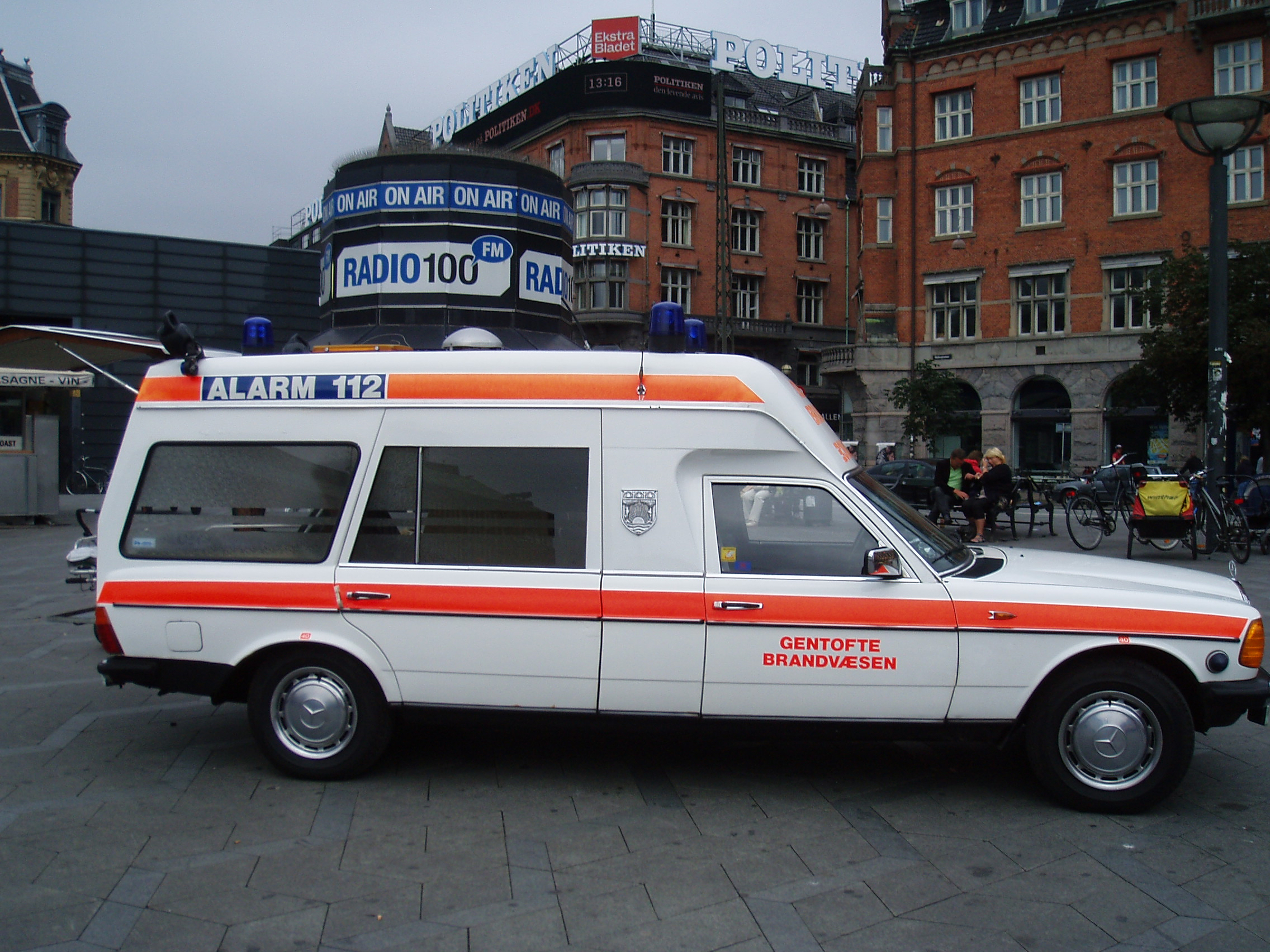
Sonderaufbau von Miesen: Hoch und lang – Ambulanzfahrzeug

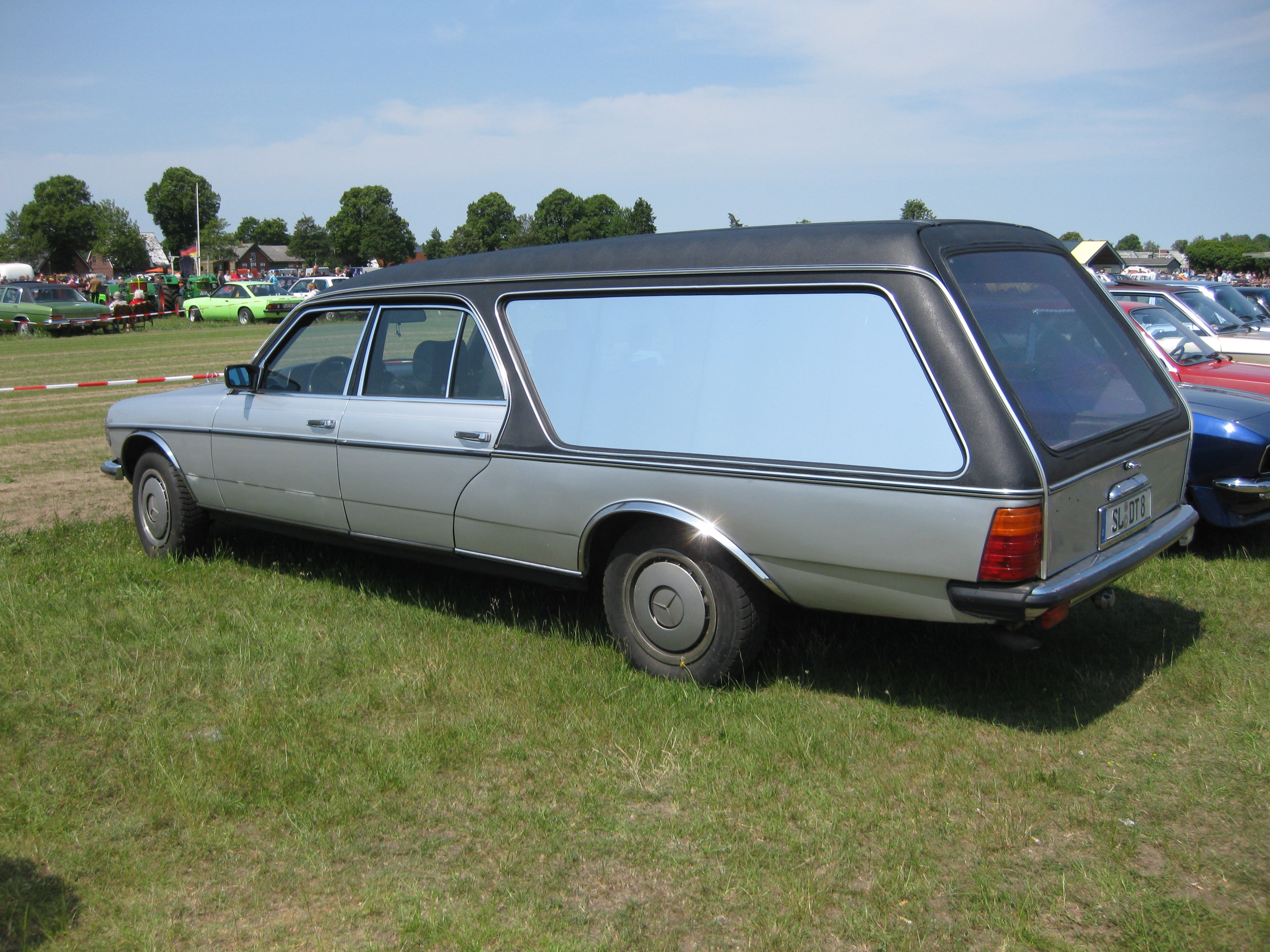
Sonderaufbau als Bestattungswagen

Die Baureihe 123 diente oft als Basis für verschiedene Auf- und Umbauten. Für Polizei, Feuerwehr und Rettungsdienste gab es modifizierte Limousinen und T-Modelle sowie Krankenwagen als Aufbauten von Firmen wie Binz und Miesen. Für den Taxibetrieb bot Mercedes-Benz die Limousine mit langem Radstand ab Werk an. Aufbauten als Bestattungswagen und Umbauten als Pick-up oder Cabrio entstanden schließlich bei externen Karosseriebauunternehmen.

### Alternative Antriebe
Die Baureihe 123 diente während ihrer Bauzeit auch als Versuchsträger für alternative Antriebstechnik. So stellte Daimler-Benz 1983 einen 280 TE mit Wasserstoffantrieb als Versuchsfahrzeug vor. Auch ein Versuchsfahrzeug mit Elektroantrieb auf Basis des T-Modells gab es. Als Serienmodell war ab 1982 ein Typ 200 mit bivalentem Antrieb erhältlich: Der Wagen wurde mit Flüssiggas oder Benzin betrieben, die jeweilige Antriebsart wählte der Fahrer über einen Schalter. Diese Wagen hatten erstmals einen besonders geformten flachen Gastank unter dem Wagenboden, ohne die nachteilige Einschränkung des Kofferraums über sonst übliche zylindrische Tanks.

### Umbauten

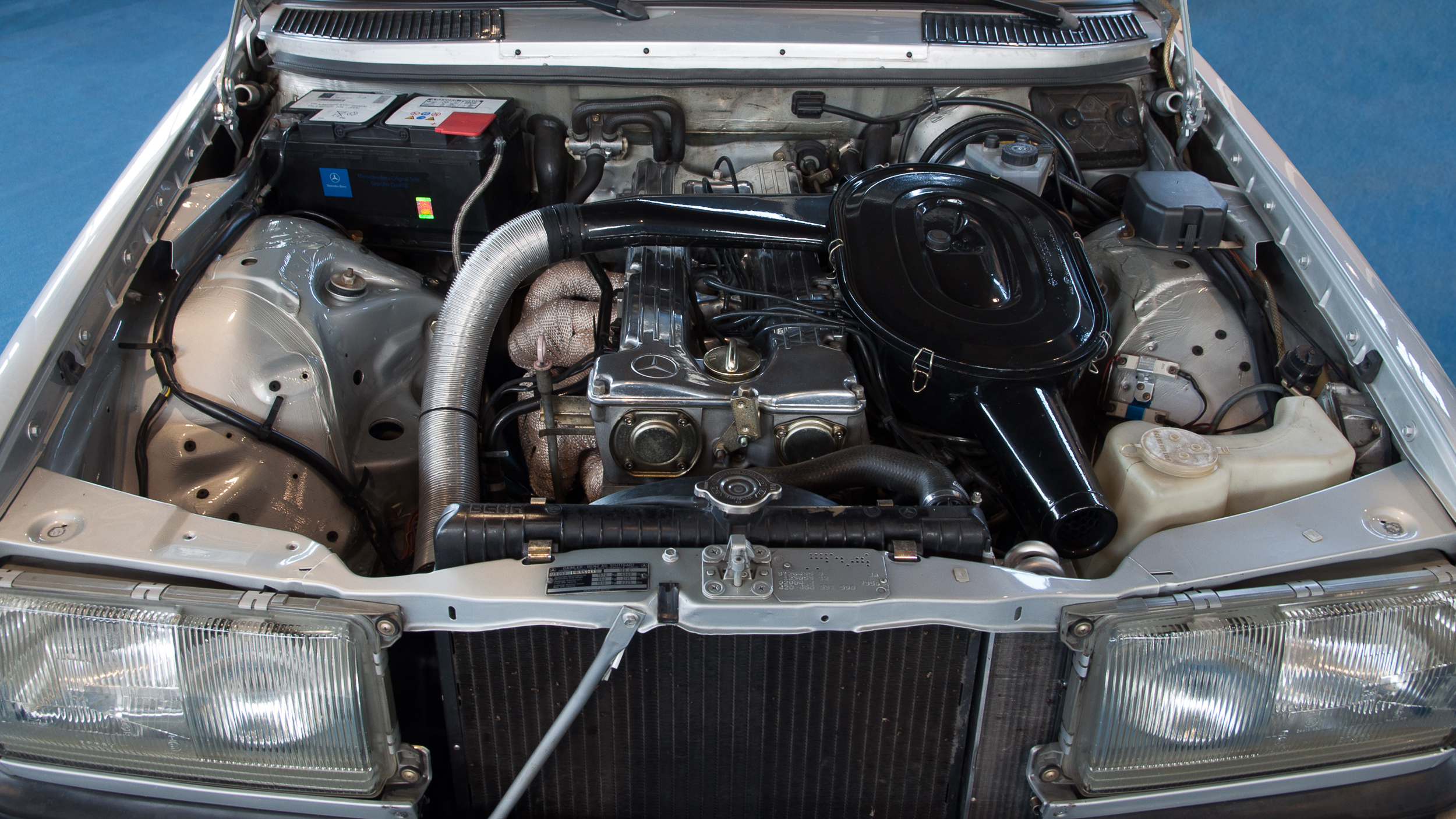
1978 von AMG auf 155 kW (211 PS) Leistung gesteigert: M 110 in einem 280 CE

Verschiedene Tuning-Versionen der Baureihe boten während der Bauzeit der Baureihe 123 beispielsweise die Unternehmen AMG, Brabus oder Lorinser an. Die Maßnahmen reichten von äußerlichen Veränderungen der Karosserie mit Hilfe von Lackierung, dem Anbau von Spoilern, Schwellern und verschiedenen Leichtmetallrädern bis zu Modifikationen des Fahrwerks durch Tieferlegen, straffere Dämpfung und der Veränderung des Sturzes an beiden Achsen. Die Leistung der Serienmotoren konnte durch entsprechende Maßnahmen erhöht werden, verschiedene Firmen boten auch eigene Motoren an.

## Motorsport
Die Langstreckenrallye London–Sydney war für Daimler-Benz 1977 nach langer Pause mit dem ersten Platz mit einem 280 E ein erster großer Erfolg im wiedererwachten Sportengagement. Mercedes-Benz hatte 1955 alle Motorsportaktivitäten nach dem Unfall beim 24-Stunden-Rennen von Le Mans komplett eingestellt.
Für die 1978 anstehenden Aktivitäten wurde unter anderem der 280 E eingesetzt. Die Fahrzeuge entsprachen weitgehend der Serie und damit dem Reglement. Sie wurden nur mit zusätzlichen Fernscheinwerfern, Scheinwerfergittern, höher gelegter Karosserie, Schalensitzen, Überrollkäfig, zusätzlichen Benzinpumpen und einem Tripmaster (mechanischer Kilometerzähler) aufgerüstet. Das Team trat unter der Leitung von Erich Waxenberger an.
Die erste Herausforderung war die „Vuelta a la Americana Sud“, eine Mammut-Rallye von fast 30.000 Kilometern Länge durch zehn Länder Südamerikas vom 17. August bis 24. September 1978. Die ersten fünf Plätze gingen an Mercedes-Benz, davon auf Platz drei und fünf die 280 E.
1979 schloss sich vom 12. bis 16. April die East African Safari an, die mit einem vierten Platz für den 280 E endete.

## Technik
Die Personenwagen der Baureihe 123 wurden, wie beschrieben, im Wesentlichen als viertürige Limousine mit kurzem (W 123) oder langem (V 123) Radstand, als fünftüriger Kombi (S 123) sowie als Coupé (C 123) produziert.

### Karosserie und Fahrwerk
Die Karosserie ist beim 123er selbsttragend und mit Knautschzonen im Front- und Heckbereich konstruiert. Die Fahrgastzelle erhielt durch den Einbau von stärkeren, geschlossenen Profilen in Dachrahmen und den sechs Dachsäulen Stabilität. Für besseren Seitenaufprallschutz sorgen stärkere Holme in den Türen. Die Lenksäule der Baureihe 123 ist mit einem Wellrohr mit dem Lenkgetriebe verbunden. Bei einem Unfall kann dieses Wellrohr in verschiedene Richtungen wegknicken. So verringert sich die Gefahr, dass die Lenksäule in die Fahrgastzelle eindringt.
Die Vorderachse ist eine Doppelquerlenkerachse mit Einfach-Querlenkern und Stabilisator oben, Dreiecksquerlenkern unten, Stoßdämpfern, Schraubenfedern. Die Verlängerung die Lenkdrehachse endet in der Mitte der Reifenstandfläche. Diese Auslegung mit Lenkrollradius Null sorgt dafür, dass die Räder beim Bremsen auf unterschiedlichem Untergrund links und rechts nicht abgelenkt werden und keine Kräfte in der Lenkung entstehen. Die nicht parallelen Drehachsen der Querlenker verringerten das Bremsnicken. Die Konstruktion der Vorderachse orientierte sich an jener der 1972 eingeführten S-Klasse (W 116). Mit der neuen Einzelradaufhängung entfiel der 1953 mit dem ersten Ponton Mercedes-Benz eingeführte vordere Fahrschemel als Einheit von Motor, Getriebe und vorderer Radaufhängung. Die Hinterachse ist eine Schräglenkerachse, bei Mercedes-Benz „Diagonalpendelachse“ genannt, deren Konstruktion sich an der Hinterachse der Vorgängerbaureihe W 114/115 orientiert. Differentialgetriebe und beide Schräglenker sind an einem Achsträger (Fahrschemel) befestigt, der mit Gummipuffern mit der Karosserie verbunden ist.

### Airbag und ABS

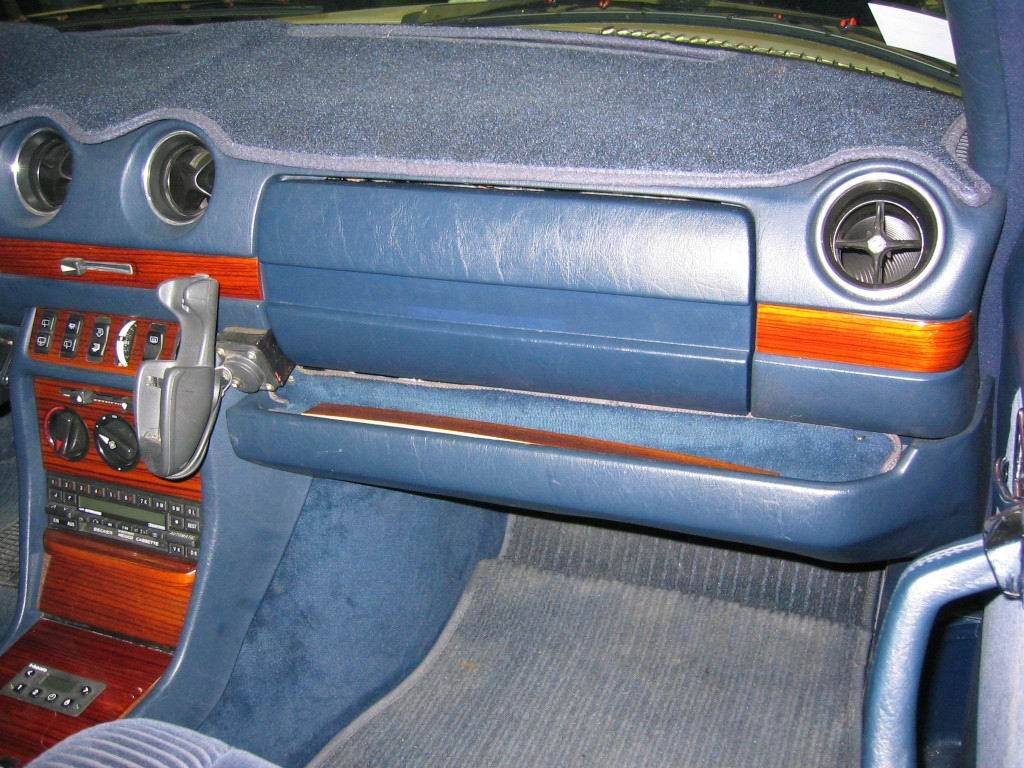
Nur auf besonderen Kundenwunsch und in geringer Stückzahl eingebaut: Beifahrerairbag in der Baureihe 123

Ab 1980 beziehungsweise 1982 waren gegen hohe Aufpreise Antiblockiersystem und Airbag erhältlich. Auf besonderen Kundenwunsch stattete Daimler-Benz in der ersten Hälfte der 1980er Jahre die Baureihe 123 mit dem weltweit ersten pyrotechnischen Beifahrerairbag (nur in Verbindung mit dem Fahrerairbag) aus. Offiziell wurde der Beifahrerairbag erst 1987 in der Baureihe Mercedes S-Klasse (126) als Sonderausstattung angeboten und kurze Zeit darauf auch in der neuen Mittelklasse-Baureihe 124.

### Motoren
Der 123er wurde ab Werk mit Otto- oder Dieselmotoren ausgeliefert. Die Motorenpalette (M 110, M 115, OM 615/616, OM 617) wurde dabei zum Großteil aus dem W 114/115 übernommen, wobei die Motoren bis auf Modifikationen am Zylinderkopf zunächst weitgehend unverändert blieben. Neu für die Baureihe 123 war der 2,5-Liter-Sechszylinder-Ottomotor M 123 im Modell 250, der aus dem M 180 des W 114 entwickelt wurde. Im Juni 1980 wurde der Motor M 115 der Modelle 200 und 230 (69 bzw. 80 kW/94 bzw. 109 PS), der noch auf der Konstruktion des Typs 200 der sog. kleinen Heckflosse von 1965 basierte, durch den neu entwickelten Vierzylinder-Ottomotor M 102 mit 80 kW (109 PS) im 200 bzw. 100 kW (136 PS) im 230 E abgelöst.
Die Ottomotor-Modelle werden als 200, 230, 230 E, 250, 280 und 280 E bezeichnet, deren Motorleistung von 69 bis 136 kW (94 bis 185 PS) reicht. Modelle mit dem Zusatz E haben eine Saugrohreinspritzung. Die Dieselmodelle werden als 200 D, 220 D, 240 D, 300 D sowie 300 D Turbodiesel bezeichnet; die Motorleistung reicht von 40 bis 92 kW (54 bis 125 PS).

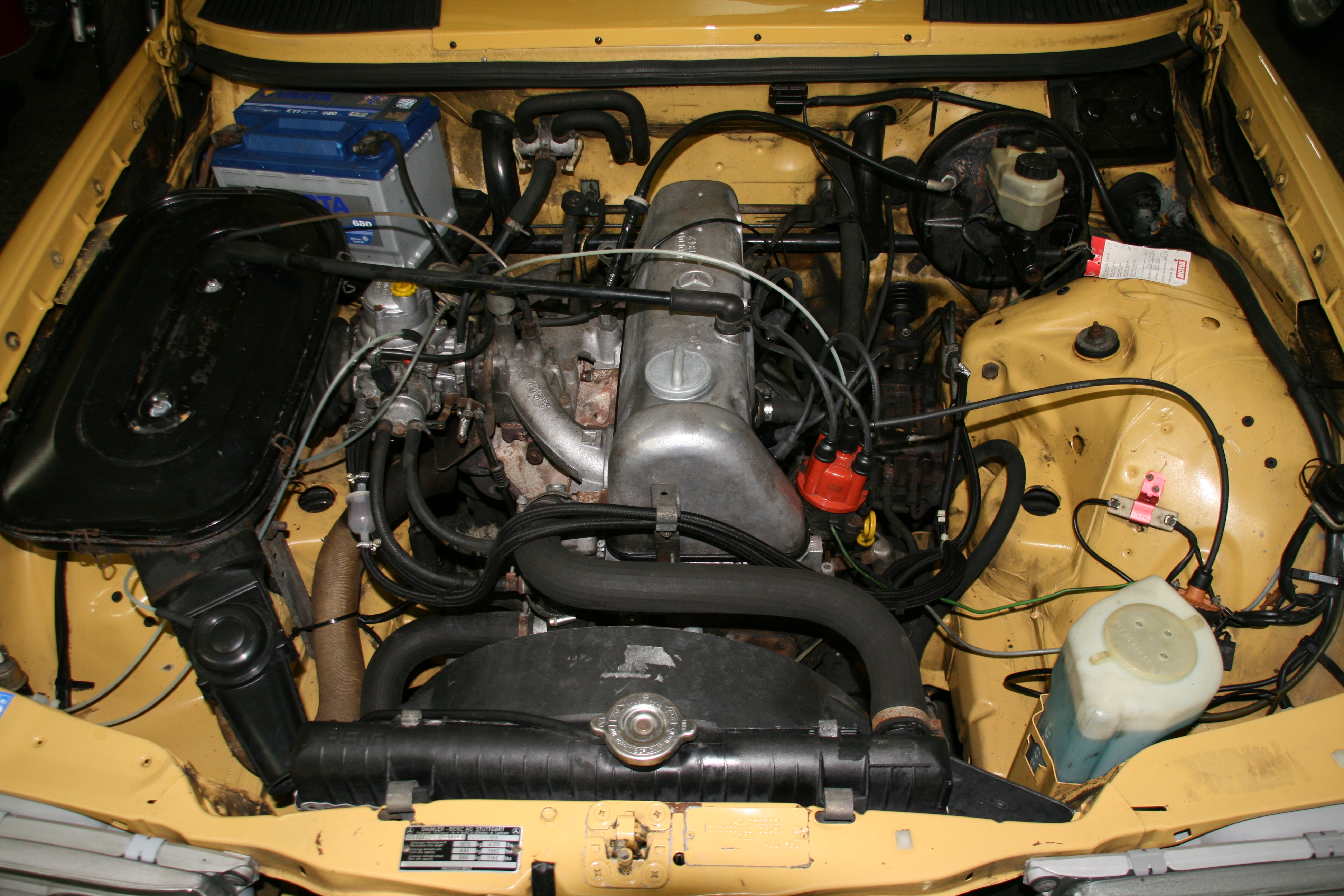
Der Vergasermotor M 115 der ersten Serie
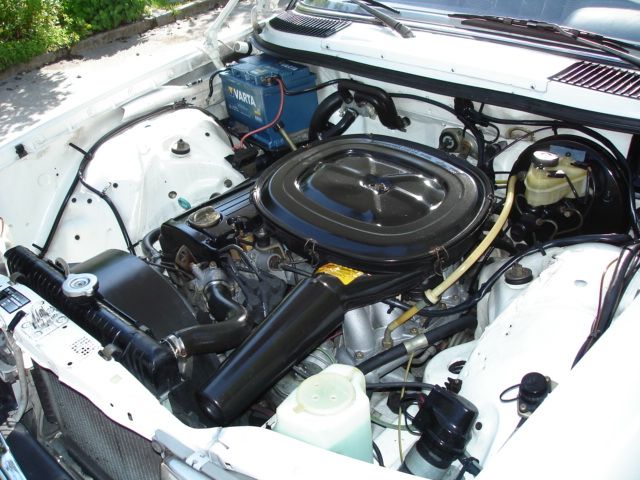
Der M 102 war ab 1980 lieferbar
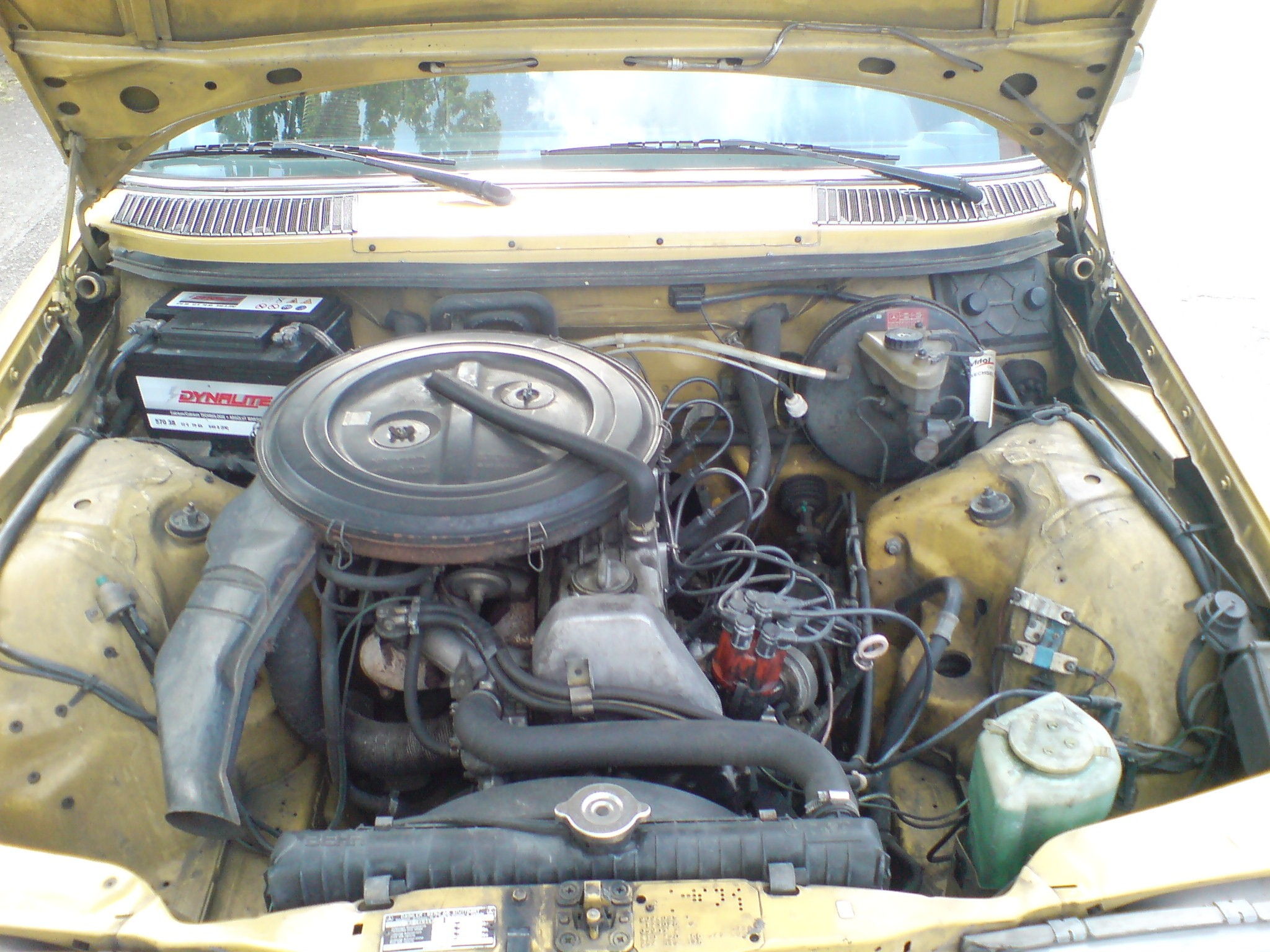
Neuentwicklung M 123
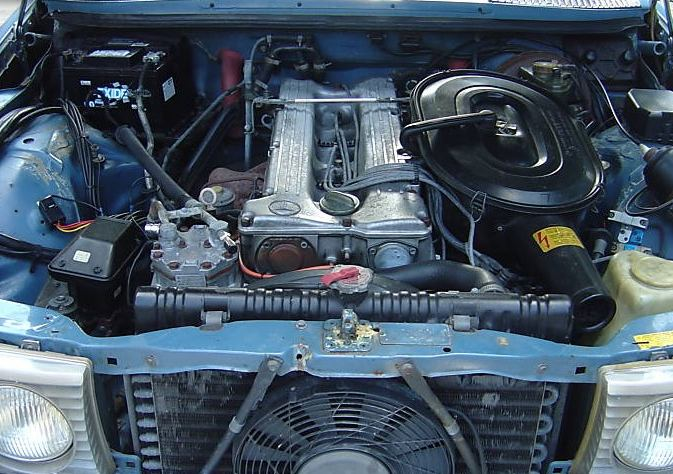
Bekannt aus /8, W 116 und R 107: Der M 110
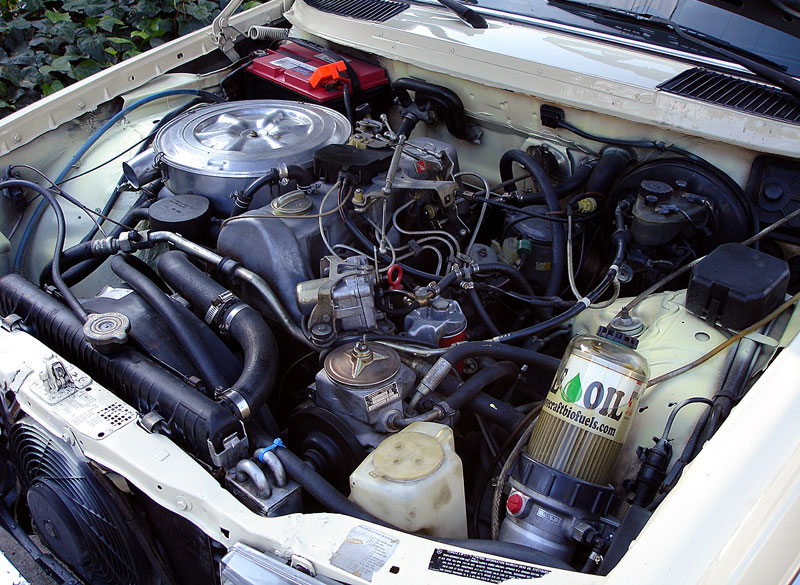
Vierzylinder-Dieselmotor: OM 616
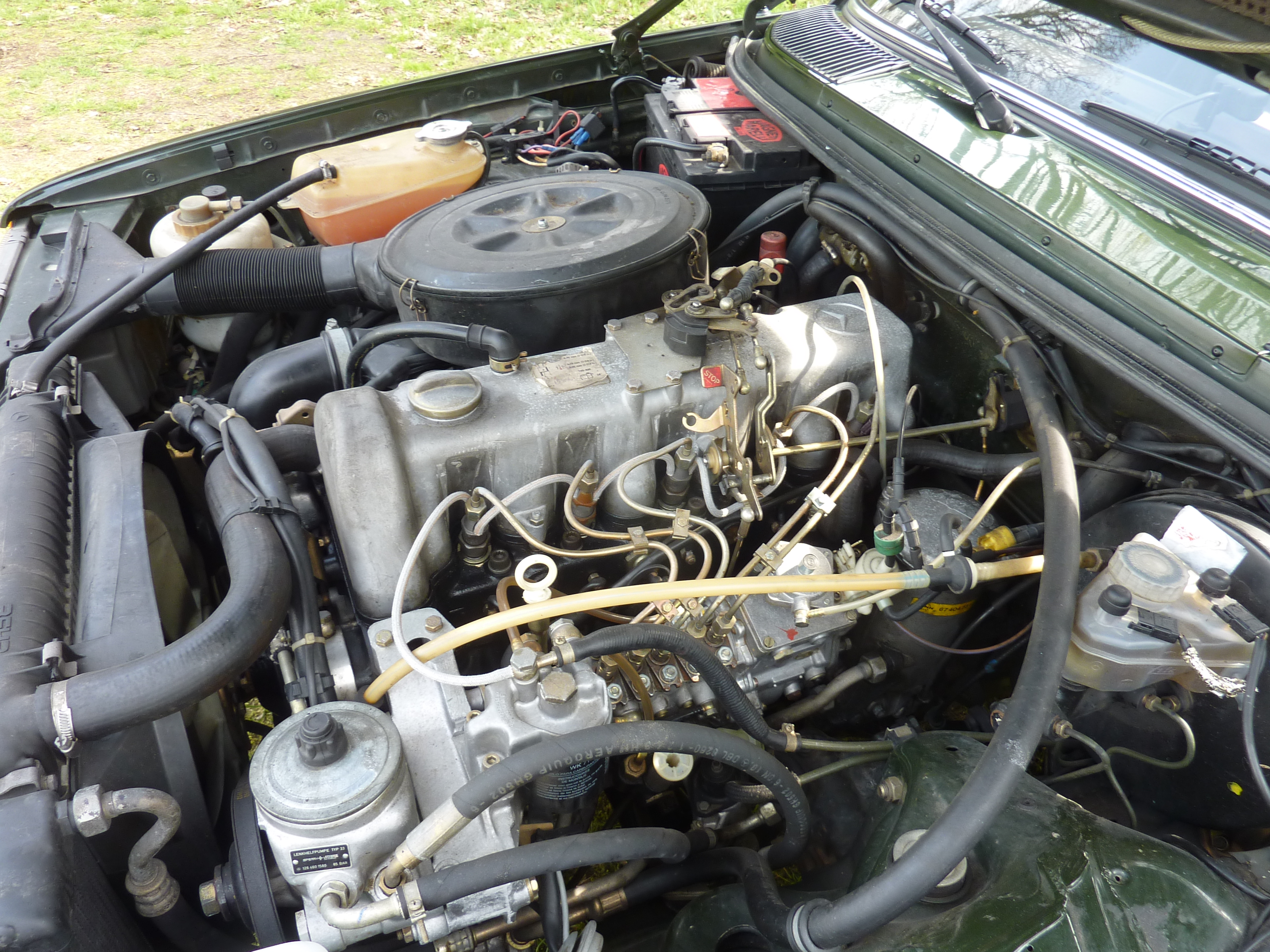
Fünfzylinder-Dieselmotor: OM 617

In den USA wurde, um dort den vorgeschriebenen Flottenverbrauch zu verbessern, auch das Coupé des W 123 mit Dieselmotor als 300 CD (anfangs mit 59, später mit 65 kW/80 bzw. 88 PS) bzw. 300 CD Turbodiesel (anfangs mit 90, später mit 92 kW/122 bzw. 125 PS) sowie serienmäßigem Automatikgetriebe und besonders luxuriöser Ausstattung (unter anderem war gegen Aufpreis eine Klimaautomatik bestellbar) angeboten.
In Deutschland beschränkte sich das Motorenangebot des C 123 auf die Typen 230 C, 280 C und 280 CE. Im August 1980 löste der 230 CE den 230 C ab, und der 280 C entfiel.
Bei den Dieselmodellen entfiel ab März 1979 der 220 D; der 200 D leistete nun die gleichen 44 kW (60 PS). Auch die Leistung des 240 D stieg von 48 auf 53 kW (65 bzw. 72 PS) und die des 300 D von 59 auf 65 kW (80 bzw. 88 PS). Alle Dieselmodelle seitdem lassen sich wie die Modelle mit Ottomotor mit dem Schlüssel starten und abstellen; der frühere, gewöhnungsbedürftige Start-Stopp-Zug der 4-Zylinder-Diesel zum Vorglühen und Abstellen entfiel.
Einer Leserbefragung von 1981 der Zeitschrift auto motor und sport zufolge betrug der Kraftstoffverbrauch des Typs 250 im Durchschnitt 14,4 Liter auf 100 km bei einer Werksangabe von 12,8 bis 11,7 Liter auf 100 Kilometer. Auch die Dieselmodelle verbrauchen in Relation zur Motorleistung vergleichsweise viel Kraftstoff.

## Technische Daten
| Motor               | M 115                                                        | M 115                                                        | M 102                                                        | M 102                                                        | M 123                                                                          | M 110 |
| ------------------- | ------------------------------------------------------------ | ------------------------------------------------------------ | ------------------------------------------------------------ | ------------------------------------------------------------ | ------------------------------------------------------------------------------ | --- |
| Verkaufsbezeichnung | 200                                                          | 230, 230 T 230 C                                             | 200, 200 T                                                   | 230 E, 230 TE 230 CE                                         | 250, 250 T                                                                     | 280, 280 C 280 E, 280 TE, 280 CE |
| Baujahre            | 11/1975–05/1980                                              | 11/1975–05/1980                                              | 06/1980–01/1986                                              | 06/1980–01/1986                                              | 11/1975–01/1986                                                                | 11/1975–01/1986 |
| Bauart              | Vierzylinderreihenmotor, eine obenliegende Nockenwelle (OHC) | Vierzylinderreihenmotor, eine obenliegende Nockenwelle (OHC) | Vierzylinderreihenmotor, eine obenliegende Nockenwelle (OHC) | Vierzylinderreihenmotor, eine obenliegende Nockenwelle (OHC) | Sechszylinderreihenmotor Eine obenliegende Nockenwelle (OHC)                   | Sechszylinderreihenmotor Zwei obenliegende Nockenwellen (DOHC) |
| Hubraum             | 1988 cm³                                                     | 2307 cm³                                                     | 1997 cm³                                                     | 2299 cm³                                                     | 2525 cm³                                                                       | 2746 cm³ |
| Gemischaufbereitung | Strombergvergaser Typ 175CDTU                                | Strombergvergaser Typ 175CDTU                                | Vergaser Stromberg Typ 175 CDT                               | Mechanische Saugrohreinspritzung (Bosch K-Jetronic)          | Doppelregistervergaser Typ Solex 4A1                                           | Doppelregistervergaser Typ Solex 4A1 (280, 280 C) bzw. Mechanische Saugrohreinspritzung Bosch K-Jetronic (280 E, TE, CE)                                                        |
| Leistung max.       | 69 kW (94 PS) bei 4800/min                                   | 80 kW (109 PS) bei 4800/min                                  | 80 kW (109 PS) bei 5200/min                                  | 100 kW (136 PS) bei 5100/min                                 | 1976–1979: 95 kW (129 PS) bei 5500/min 1979–1985: 103 kW (140 PS) bei 5500/min | Vergaserversion (1976–1981): 115 kW (156 PS) bei 5500/min Einspritzversion (1976–1978): 130 kW (177 PS) bei 6000/min Einspritzversion (1978–1984): 136 kW (185 PS) bei 5800/min |
| Drehmoment max.     | 158 Nm bei 3000/min                                          | 186 Nm bei 3000/min                                          | 170 Nm bei 3000/min                                          | 205 Nm bei 3500/min                                          | 192 Nm bei 3500/min ab 09/1979: 200 Nm bei 3500/min                            | 223 Nm bei 4000/min (280 E) 234 Nm bei 4500/min ab 4/1978: 240 Nm bei 4500/min                                                                                                  |

| Motor               | OM 615                                                                      | OM 615                                                | OM 616                                                                      | OM 617                                                                      | OM 617 A                                                                                      |
| ------------------- | --------------------------------------------------------------------------- | ----------------------------------------------------- | --------------------------------------------------------------------------- | --------------------------------------------------------------------------- | --------------------------------------------------------------------------------------------- |
| Verkaufsbezeichnung | 200 D                                                                       | 220 D                                                 | 240 D, 240 TD                                                               | 300 D, 300 TD, (USA: 300 CD)                                                | (USA: 300 D Turbo, 300 TD Turbo, 300 CD Turbo)                                                |
| Baujahre            | 07/1976–11/1985                                                             | 01/1976–01/1979                                       | 01/1976–01/1986                                                             | 01/1976–01/1986                                                             | 01/1976–01/1986                                                                               |
| Bauart              | Vierzylinderreihenmotor, Nockenwelle in Zylinderkopf                        | Vierzylinderreihenmotor, Nockenwelle in Zylinderkopf  | Vierzylinderreihenmotor, Nockenwelle in Zylinderkopf                        | Fünfzylinderreihenmotor, Nockenwelle in Zylinderkopf                        | Fünfzylinderreihenmotor, Nockenwelle in Zylinderkopf                                          |
| Hubraum             | 1988 cm³                                                                    | 2197 cm³                                              | 2404 cm³ bzw. ab 1978 2399 cm³                                              | 3005 cm³; ab 08/1979: 2998 cm³                                              | 3005 cm³; ab 08/1979: 2998 cm³                                                                |
| Gemischaufbereitung | Vorkammereinspritzung mit Bosch-Diesel-Einspritzpumpe                       | Vorkammereinspritzung mit Bosch-Diesel-Einspritzpumpe | Vorkammereinspritzung mit Bosch-Diesel-Einspritzpumpe                       | Vorkammereinspritzung mit Bosch-Diesel-Einspritzpumpe                       | Vorkammereinspritzung mit Bosch-Diesel-Einspritzpumpe                                         |
| max. Leistung       | 1976–1979: 40 kW (55 PS) bei 4200/min 1979–1985: 44 kW (60 PS) bei 4400/min | 44 kW (60 PS) bei 4400/min                            | 1976–1978: 48 kW (65 PS) bei 4200/min 1978–1985: 53 kW (72 PS) bei 4400/min | 1976–1979: 59 kW (80 PS) bei 4000/min 1979–1985: 65 kW (88 PS) bei 4400/min | 1980–1982: 89 kW (121 PS) bei 4350/min (Turbo) 1982–1986: 92 kW (125 PS) bei 4350/min (Turbo) |
| max. Drehmoment     | 113 Nm bei 2400/min                                                         | 126 Nm bei 2400/min                                   | 137 Nm bei 2400/min                                                         | 172 Nm bei 2400/min                                                         | 230 Nm bei 2400/min; ab 10/1982: 250 Nm bei 2400/min                                          |

## H-Kennzeichen (Deutschland)
Aufgeführt ist die Anzahl der in Deutschland mit H-Kennzeichen zugelassenen Fahrzeuge der Baureihe 123. Die hohen jährlichen Wachstumsraten sind dadurch begründet, dass mittlerweile alle Fahrzeuge die zur Erteilung des H-Kennzeichens relevante Altersgrenze von 30 Jahren überschritten haben. In der Rangliste der Modelle mit H-Kennzeichen rückte die Baureihe 123 bei der Auswertung zum 1. Januar 2013 auf den zweiten Platz hinter dem VW Käfer vor.
| Stichtag    | 31. Dezember 2009 | 31. Dezember 2010 | 31. Dezember 2011 | 1. Januar 2013 | 1. Januar 2014 | 1. Januar 2015 |
| ----------- | ----------------- | ----------------- | ----------------- | -------------- | -------------- | -------------- |
| Anzahl      | 2.727             | 4.111             | 5.921             | 8.869          | 11.704         | 15.523         |
| Veränderung |                   | + 50,8 %          | + 44,0 %          | + 49,8 %       | + 32,0 %       | + 32,6 %       |
| Rang        | 8                 | 6                 | 4                 | 2              | 2              | 2              |

## Typentabelle, Technische Daten und Stückzahlen
Insgesamt wurden 2.696.915 Fahrzeuge der Baureihe 123 produziert. Darunter machten die Limousinen mit 2.375.440 Exemplaren den weitaus größten Teil aus. Immerhin 199.517 Einheiten des neuen T-Modells entstanden, dazu kamen 99.884 Coupés, 13.700 Limousinen mit langem Radstand sowie schließlich 8373 Fahrgestelle für Sonderaufbauten.
Rund eine Million Wagen, zirka 40 Prozent aller 123er, gingen schon als Neuwagen in den Export.
| Modell                    | Baumuster               | Motor *                 | Hubraum (cm³)           | Zylinder                | Gemischaufbereitung                                              | Leistung (PS/min−1)     | Drehmoment (Nm/min−1)   | Leergewicht             | Höchstgeschwindigkeit (km/h) | Beschleunigung, 0–100 km/h in s | Durchschnittsverbrauch (l/100 km) | Bauzeitraum             | Stückzahl               |
| Modelle mit Ottomotoren   | Modelle mit Ottomotoren | Modelle mit Ottomotoren | Modelle mit Ottomotoren | Modelle mit Ottomotoren | Modelle mit Ottomotoren                                          | Modelle mit Ottomotoren | Modelle mit Ottomotoren | Modelle mit Ottomotoren | Modelle mit Ottomotoren      | Modelle mit Ottomotoren         | Modelle mit Ottomotoren           | Modelle mit Ottomotoren | Modelle mit Ottomotoren |
| ------------------------- | ----------------------- | ----------------------- | ----------------------- | ----------------------- | ---------------------------------------------------------------- | ----------------------- | ----------------------- | ----------------------- | ---------------------------- | ------------------------------- | --------------------------------- | ----------------------- | ----------------------- |
| 200                       | 123.020                 | M 115 V 20 (115.938)    | 1988                    | 4                       | Vergaser                                                         | 94/4800                 | 158/3000                | 1.340                   | 160                          | 15,2                            | 12,3                              | 2/76–8/80               | 158.772                 |
| 200                       | 123.220                 | M 102 V 20 (102.920)    | 1997                    | 4                       | Vergaser                                                         | 109/5200                | 170/3000                | 1.350                   | 168                          | 14,4                            | 10,2                              | 9/80–11/85              | 217.315                 |
| 230                       | 123.023                 | M 115 V 23 (115.954)    | 2307                    | 4                       | Vergaser                                                         | 109/4800                | 186/2500                | 1.350                   | 170                          | 13,7                            | 12,2                              | 2/76–8/80               | 196.185                 |
| 230 E                     | 123.223                 | M 102 E 23 (102.980)    | 2299                    | 4                       | Bosch K-Jetronic                                                 | 136/5100                | 205/3500                | 1.360                   | 180                          | 11,5                            | 10,4 9,2 ab 9/81                  | 7/80–11/85              | 245.876                 |
| 250                       | 123.026                 | M 123 V 25 (123.920)    | 2525                    | 6                       | Vergaser                                                         | 129/5500                | 196/3500                | 1.410                   | 185                          | 11,3                            | 12,8                              | 4/76–8/79               | 117.684                 |
| 250                       | 123.026                 | M 123 V 25 (123.921)    | 2525                    | 6                       | Vergaser                                                         | 140/5500                | 200/3500                | 1.410                   | 185                          | 11,3                            | 12,8                              | 9/79–9/81               | 117.684                 |
| 250                       | 123.026                 | M 123 V 25 (123.921)    | 2525                    | 6                       | Vergaser                                                         | 140/5500                | 200/3500                | 1.410                   | 185                          | 11,3                            | 11,7                              | 10/81–12/85             | 117.684                 |
| 280                       | 123.030                 | M 110 V 28 (110.923)    | 2746                    | 6                       | Vergaser                                                         | 156/5500                | 223/4000                | 1.455                   | 190                          | 10,6                            | 13,8                              | 12/75–7/81              | 33.206                  |
| 280 E                     | 123.033                 | M 110 E 28 (110.984)    | 2746                    | 6                       | Bosch K-Jetronic                                                 | 177/6000                | 234/4500                | 1.475                   | 200                          | 9,9                             | 13,3                              | 12/75–3/78              | 126.004                 |
| 280 E                     | 123.033                 | M 110 E 28 (110.988)    | 2746                    | 6                       | Bosch K-Jetronic                                                 | 185/5800                | 240/4500                | 1.475                   | 200                          | 9,9                             | 13,3                              | 4/78–9/81               | 126.004                 |
| 280 E                     | 123.033                 | M 110 E 28 (110.988)    | 2746                    | 6                       | Bosch K-Jetronic                                                 | 185/5800                | 240/4500                | 1.475                   | 200                          | 9,9                             | 12                                | 10/81–12/85             | 126.004                 |
| Modelle mit Dieselmotoren |                         |                         |                         |                         |                                                                  |                         |                         |                         |                              |                                 |                                   |                         |                         |
| 200 D                     | 123.120                 | OM 615 D 20 (615.940)   | 1988                    | 4                       | Vorkammereinspritzung; Reiheneinspritzpumpe                      | 55/4200                 | 113/2400                | 1.390                   | 130                          | 31                              | 8,9                               | 2/76–1/79               | 378.138                 |
| 200 D                     | 123.120                 | OM 615 D 20 (615.940)   | 1988                    | 4                       | Vorkammereinspritzung; Reiheneinspritzpumpe                      | 60/4400                 | 113/2500                | 1.390                   | 135                          | 27,4                            | 8,9                               | 2/79–4/85               | 378.138                 |
| 220 D                     | 123.126                 | OM 615 D 22 (615.941)   | 2197                    | 4                       | Vorkammereinspritzung; Reiheneinspritzpumpe                      | 60/4200                 | 126/2400                | 1.380                   | 135                          | 28,1                            | 9                                 | 2/76–3/79               | 56.736                  |
| 240 D                     | 123.123                 | OM 616 D 24 (616.916)   | 2404                    | 4                       | Vorkammereinspritzung; Reiheneinspritzpumpe                      | 65/4200                 | 137/2400                | 1.395                   | 138                          | 24,6                            | 9,3                               | 2/76–7/78               | 449.780                 |
| 240 D                     | 123.123                 | OM 616 D 24 (616.912)   | 2399                    | 4                       | Vorkammereinspritzung; Reiheneinspritzpumpe                      | 72/4400                 | 137/2400                | 1.395                   | 143                          | 22                              | 9,3                               | 8/78–9/81               | 449.780                 |
| 240 D                     | 123.123                 | OM 616 D 24 (616.912)   | 2399                    | 4                       | Vorkammereinspritzung; Reiheneinspritzpumpe                      | 72/4400                 | 137/2400                | 1.395                   | 143                          | 22                              | 8,9                               | 10/81–11/85             | 449.780                 |
| 300 D                     | 123.130,                | OM 617 D 30 (617.912)   | 3005                    | 5                       | Vorkammereinspritzung; Reiheneinspritzpumpe                      | 80/4000                 | 172/2400                | 1.450                   | 148                          | 19,9                            | 9,9                               | 2/76–8/79               | 324.718                 |
| 300 D                     | 123.130,                | OM 617 D 30 (617.912)   | 2998                    | 5                       | Vorkammereinspritzung; Reiheneinspritzpumpe                      | 88/4400                 | 172/2400                | 1.450                   | 155                          | 17,8                            | 9,9                               | 9/79–9/81               | 324.718                 |
| 300 D                     | 123.130,                | OM 617 D 30 (617.912)   | 2998                    | 5                       | Vorkammereinspritzung; Reiheneinspritzpumpe                      | 88/4400                 | 172/2400                | 1.450                   | 155                          | 17,8                            | 9,3                               | 10/81–11/85             | 324.718                 |
| 300 D Turbodiesel (USA)   | 123.133                 | OM 617 D 30 A (617.952) | 2998                    | 5                       | Vorkammereinspritzung; Reiheneinspritzpumpe, Abgasturboaufladung | 121/4350                | 230/2400                | 1.625                   | 165                          | 14,0                            | 9,9                               | 8/81–9/82               | 75.261                  |
| 300 D Turbodiesel (USA)   | 123.133                 | OM 617 D 30 A (617.952) | 2998                    | 5                       | Vorkammereinspritzung; Reiheneinspritzpumpe, Abgasturboaufladung | 125/4350                | 250/2400                | 1.625                   | 170                          | 14,0                            | 9,9                               | 10/82–8/85              | 75.261                  |

| Modell                    | Baumuster               | Motor *                 | Hubraum (cm³)           | Zylinder                | Gemischaufbereitung                                          | Leistung (PS/min−1)     | Drehmoment (Nm/min−1)   | Leergewicht             | Höchstgeschwindigkeit (km/h) | Beschleunigung, 0–100 km/h in s | Durchschnittsverbrauch (l/100 km) | Bauzeitraum             | Stückzahl               |
| Modelle mit Ottomotoren   | Modelle mit Ottomotoren | Modelle mit Ottomotoren | Modelle mit Ottomotoren | Modelle mit Ottomotoren | Modelle mit Ottomotoren                                      | Modelle mit Ottomotoren | Modelle mit Ottomotoren | Modelle mit Ottomotoren | Modelle mit Ottomotoren      | Modelle mit Ottomotoren         | Modelle mit Ottomotoren           | Modelle mit Ottomotoren | Modelle mit Ottomotoren |
| ------------------------- | ----------------------- | ----------------------- | ----------------------- | ----------------------- | ------------------------------------------------------------ | ----------------------- | ----------------------- | ----------------------- | ---------------------------- | ------------------------------- | --------------------------------- | ----------------------- | ----------------------- |
| 200 T                     | 123.280                 | M 102 V 20 (102.920)    | 1997                    | 4                       | Vergaser                                                     | 109/5200                | 170/3000                | 1.470                   | 168                          | 15,3                            | 10,4                              | 11/80–1/86              | 18.860                  |
| 230 T                     | 123.083                 | M 115 V 23 (115.954)    | 2307                    | 4                       | Vergaser                                                     | 109/4800                | 186/2500                | 1.470                   | 170                          | 14,4                            | 12,2                              | 5/78–4/80               | 6.884                   |
| 230 TE                    | 123.283                 | M 102 E 23 (102.980)    | 2299                    | 4                       | Bosch K-Jetronic                                             | 136/5100                | 205/3500                | 1.480                   | 180                          | 12,2                            | 10,5 9.7 ab 9/81                  | 4/80–9/86               | 42.284                  |
| 250 T                     | 123.086                 | M 123 V 25 (123.920)    | 2525                    | 6                       | Vergaser                                                     | 129/5500                | 196/3500                | 1.510                   | 185                          | 11,9                            | 12,8                              | 5/78–8/79               | 7.704                   |
| 250 T                     | 123.086                 | M 123 V 25 (123.921)    | 2525                    | 6                       | Vergaser                                                     | 140/5500                | 200/3500                | 1.510                   | 185                          | 11,9                            | 12,8                              | 9/79–9/81               | 7.704                   |
| 250 T                     | 123.086                 | M 123 V 25 (123.921)    | 2525                    | 6                       | Vergaser                                                     | 140/5500                | 200/3500                | 1.510                   | 185                          | 11,9                            | 11,7                              | 10/81–8/82              | 7.704                   |
| 280 TE                    | 123.093                 | M 110 E 28 (110.984)    | 2746                    | 6                       | Bosch K-Jetronic                                             | 177/6000                | 234/4500                | 1.560                   | 200                          | 10,2                            | 13,1                              | 5/78–8/78               | 19.789                  |
| 280 TE                    | 123.093                 | M 110 E 28 (110.988)    | 2746                    | 6                       | Bosch K-Jetronic                                             | 185/5800                | 240/4500                | 1.560                   | 200                          | 10,2                            | 13,1                              | 9/78–9/81               | 19.789                  |
| 280 TE                    | 123.093                 | M 110 E 28 (110.988)    | 2746                    | 6                       | Bosch K-Jetronic                                             | 185/5800                | 240/4500                | 1.560                   | 200                          | 10,2                            | 12                                | 10/81–1/86              | 19.789                  |
| Modelle mit Dieselmotoren |                         |                         |                         |                         |                                                              |                         |                         |                         |                              |                                 |                                   |                         |                         |
| 240 TD                    | 123.183                 | OM 616 D 24 (616.912)   | 2404                    | 4                       | Vorkammereinspritzung; Reiheneinspritzpumpe                  | 65/4400                 | 137/2400                | 1.515                   | 138                          | 25,8                            | 9,6                               | 5/78–8/79               | 38.903                  |
| 240 TD                    | 123.183                 | OM 616 D 24 (616.912)   | 2399                    | 4                       | Vorkammereinspritzung; Reiheneinspritzpumpe                  | 72/4400                 | 137/2400                | 1.515                   | 143                          | 23,2                            | 8.9                               | 9/79–1/86               | 38.903                  |
| 300 TD                    | 123.190                 | OM 617 D 30 (617.912)   | 3005                    | 5                       | Vorkammereinspritzung; Reiheneinspritzpumpe                  | 80/4000                 | 172/2400                | 1.570                   | 148                          | 20,9                            | 9,9                               | 5/78–8/79               | 36.874                  |
| 300 TD                    | 123.190                 | OM 617 D 30 (617.912)   | 2998                    | 5                       | Vorkammereinspritzung; Reiheneinspritzpumpe                  | 88/4400                 | 172/2400                | 1.570                   | 155                          | 18,9                            | 9,9                               | 9/79–9/81               | 36.874                  |
| 300 TD                    | 123.190                 | OM 617 D 30 (617.912)   | 2998                    | 5                       | Vorkammereinspritzung; Reiheneinspritzpumpe                  | 88/4400                 | 172/2400                | 1.570                   | 155                          | 18,9                            | 9,3                               | 10/81–1/86              | 36.874                  |
| 300 TD Turbodiesel        | 123.193                 | OM 617 D 30 A (617.952) | 2998                    | 5                       | Vorkammereinspritzung, Reiheneinspritzpumpe, Abgasturbolader | 125/4350                | 250/2400                | 1.620                   | 165                          | 15                              | 9,9                               | 10/80–8/81              | 28.219                  |
| 300 TD Turbodiesel        | 123.193                 | OM 617 D 30 A (617.952) | 2998                    | 5                       | Vorkammereinspritzung, Reiheneinspritzpumpe, Abgasturbolader | 125/4350                | 250/2400                | 1.620                   | 165                          | 15                              | 9,8                               | 9/81–1/86               | 28.219                  |

| Modell                          | Baumuster               | Motor *                 | Hubraum (cm³)           | Zylinder                | Gemischaufbereitung                                          | Leistung (PS/min−1)     | Drehmoment (Nm/min−1)   | Leergewicht             | Höchstgeschwindigkeit (km/h) | Beschleunigung, 0–100 km/h in s | Durchschnittsverbrauch (l/100 km) | Bauzeitraum             | Stückzahl               |
| Modelle mit Ottomotoren         | Modelle mit Ottomotoren | Modelle mit Ottomotoren | Modelle mit Ottomotoren | Modelle mit Ottomotoren | Modelle mit Ottomotoren                                      | Modelle mit Ottomotoren | Modelle mit Ottomotoren | Modelle mit Ottomotoren | Modelle mit Ottomotoren      | Modelle mit Ottomotoren         | Modelle mit Ottomotoren           | Modelle mit Ottomotoren | Modelle mit Ottomotoren |
| ------------------------------- | ----------------------- | ----------------------- | ----------------------- | ----------------------- | ------------------------------------------------------------ | ----------------------- | ----------------------- | ----------------------- | ---------------------------- | ------------------------------- | --------------------------------- | ----------------------- | ----------------------- |
| 230 C                           | 123.043                 | M 115 V 23 (115.954)    | 2307                    | 4                       | Vergaser                                                     | 109/4800                | 186/2500                | 1.375                   | 170                          | 13,7                            | 12,1                              | 6/77–6/80               | 18.675                  |
| 230 CE                          | 123.243                 | M 102 E 23 (102.980)    | 2299                    | 4                       | Bosch K-Jetronic                                             | 136/5100                | 205/3500                | 1.380                   | 185                          | 11,5                            | 10,5 9,2 ab 9/81                  | 4/80–11/85              | 29.858                  |
| 280 C                           | 123.050                 | M 110 V 28 (110.923)    | 2746                    | 6                       | Vergaser                                                     | 156/5500                | 223/4000                | 1.445                   | 190                          | 10,6                            | 13,2                              | 4/77–3/80               | 3.704                   |
| 280 CE                          | 123.053                 | M 110 E 28 (110.984)    | 2746                    | 6                       | Bosch K-Jetronic                                             | 177/6000                | 234/4500                | 1.460                   | 200                          | 9,9                             | 13,1                              | 4/77–3/78               | 32.138                  |
| 280 CE                          | 123.053                 | M 110 E 28 (110.988)    | 2746                    | 6                       | Bosch K-Jetronic                                             | 185/5800                | 240/4500                | 1.460                   | 200                          | 9,9                             | 13,1                              | 4/78–9/81               | 32.138                  |
| 280 CE                          | 123.053                 | M 110 E 28 (110.988)    | 2746                    | 6                       | Bosch K-Jetronic                                             | 185/5800                | 240/4500                | 1.460                   | 200                          | 9,9                             | 12                                | 10/81–8/85              | 32.138                  |
| Modelle mit Dieselmotoren (USA) |                         |                         |                         |                         |                                                              |                         |                         |                         |                              |                                 |                                   |                         |                         |
| 300 CD (USA)                    | 123.150                 | OM 617 D 30 (617.912)   | 3005                    | 5                       | Vorkammereinspritzung; Reiheneinspritzpumpe                  | 80/4000                 | 172/2400                | 1.550                   | 143                          | 20,8                            | 11,5                              | 9/77–8/79               | 7.502                   |
| 300 CD (USA)                    | 123.150                 | OM 617 D 30 (617.912)   | 2998                    | 5                       | Vorkammereinspritzung; Reiheneinspritzpumpe                  | 88/4400                 | 172/2400                | 1.550                   | 150                          | 19,2                            | 8,7                               | 9/79–8/81               | 7.502                   |
| 300 CD Turbodiesel (USA)        | 123.153                 | OM 617 D 30 A (617.952) | 2998                    | 5                       | Vorkammereinspritzung, Reiheneinspritzpumpe, Abgasturbolader | 125/4350                | 250/2400                | 1.625                   | 165                          | 14,0                            | —                                 | 7/81–9/82               | 8.007                   |
| 300 CD Turbodiesel (USA)        | 123.153                 | OM 617 D 30 A (617.952) | 2998                    | 5                       | Vorkammereinspritzung, Reiheneinspritzpumpe, Abgasturbolader | 125/4350                | 250/2400                | 1.625                   | 170                          | 14,0                            | —                                 | 10/82–8/85              | 8.007                   |

| Modell                    | Baumuster               | Motor *                 | Hubraum (cm³)           | Zylinder                | Gemischaufbereitung                         | Leistung (PS/min−1)     | Drehmoment (Nm/min−1)   | Leergewicht             | Höchstgeschwindigkeit (km/h) | Beschleunigung, 0–100 km/h in s | Durchschnittsverbrauch (l/100 km) | Bauzeitraum             | Stückzahl               |
| Modelle mit Ottomotoren   | Modelle mit Ottomotoren | Modelle mit Ottomotoren | Modelle mit Ottomotoren | Modelle mit Ottomotoren | Modelle mit Ottomotoren                     | Modelle mit Ottomotoren | Modelle mit Ottomotoren | Modelle mit Ottomotoren | Modelle mit Ottomotoren      | Modelle mit Ottomotoren         | Modelle mit Ottomotoren           | Modelle mit Ottomotoren | Modelle mit Ottomotoren |
| ------------------------- | ----------------------- | ----------------------- | ----------------------- | ----------------------- | ------------------------------------------- | ----------------------- | ----------------------- | ----------------------- | ---------------------------- | ------------------------------- | --------------------------------- | ----------------------- | ----------------------- |
| 250 Lang                  | 123.028                 | M 123 V 25 (123.920)    | 2525                    | 6                       | Vergaser                                    | 129/5500                | 196/3500                | 1.570                   | 185                          | 11,3                            | 12,9                              | 9/77–8/79               | 8.068                   |
| 250 Lang                  | 123.028                 | M 123 V 25 (123.921)    | 2525                    | 6                       | Vergaser                                    | 140/5500                | 200/3500                | 1.570                   | 185                          | 11,3                            | 12,9                              | 9/79–9/81               | 8.068                   |
| 250 Lang                  | 123.028                 | M 123 V 25 (123.921)    | 2525                    | 6                       | Vergaser                                    | 140/5500                | 200/3500                | 1.570                   | 185                          | 11,3                            | 11,7                              | 10/81–12/85             | 8.068                   |
| Modelle mit Dieselmotoren |                         |                         |                         |                         |                                             |                         |                         |                         |                              |                                 |                                   |                         |                         |
| 240 D Lang                | 123.125                 | OM 616 D 24 (616.916)   | 2404                    | 4                       | Vorkammereinspritzung; Reiheneinspritzpumpe | 65/4200                 | 137/2400                | 1.585                   | 138                          | 24,6                            | 9,3                               | 9/77–8/78               | 5.000                   |
| 240 D Lang                | 123.125                 | OM 616 D 24 (616.912)   | 2399                    | 4                       | Vorkammereinspritzung; Reiheneinspritzpumpe | 72/4400                 | 137/2400                | 1.585                   | 143                          | 22,0                            | 9,3                               | 8/78–9/81               | 5.000                   |
| 240 D Lang                | 123.125                 | OM 616 D 24 (616.912)   | 2399                    | 4                       | Vorkammereinspritzung; Reiheneinspritzpumpe | 72/4400                 | 137/2400                | 1.585                   | 143                          | 22,0                            | 8,9                               | 10/81–11/85             | 5.000                   |
| 300 D Lang                | 123.132                 | OM 617 D 30 (617.912)   | 3005                    | 5                       | Vorkammereinspritzung; Reiheneinspritzpumpe | 80/4000                 | 172/2400                | 1.450                   | 148                          | 19,9                            | 10,9                              | 9/77–8/79               | 7.281                   |
| 300 D Lang                | 123.132                 | OM 617 D 30 (617.912)   | 2998                    | 5                       | Vorkammereinspritzung; Reiheneinspritzpumpe | 88/4400                 | 172/2400                | 1.450                   | 155                          | 17,8                            | 10,9                              | 9/79–9/81               | 7.281                   |
| 300 D Lang                | 123.132                 | OM 617 D 30 (617.912)   | 2998                    | 5                       | Vorkammereinspritzung; Reiheneinspritzpumpe | 88/4400                 | 172/2400                | 1.450                   | 155                          | 17,8                            | 9,4                               | 10/81–11/85             | 7.281                   |

* Der Motor ist wie folgt verschlüsselt:
M = Motor (Benzin), OM = Ölmotor (Diesel), Baureihe = 3-stellig, D = Direkteinspritzung, E = Saugrohreinspritzung, V = Vergaser, Hubraum = Deziliter (gerundet), A = Abgasturbolader. In runden Klammern ( ) steht die Motorbaunummer.

## Berühmte Besitzer
- John Lennon war bis zu seiner Ermordung 1980 Besitzer eines T-Modells. Sein weißer 300 TD aus dem Jahre 1979 wurde 2006 für 124.000 US-Dollar versteigert.
- Lady Gaga besitzt einen Mercedes-Benz 300 D Turbo-Diesel in Chinablau.
- Der österreichische Musiker Falco fuhr zwei Jahre lang einen weißen 280 CE, Baujahr 1979. Dieser Mercedes-Benz wurde nach seinem Tod versteigert.[9]
- Der österreichische Schriftsteller Thomas Bernhard war bis zu seinem Tod 1989 Besitzer eines Mercedes-Benz 230.
- Der Schweizer Schriftsteller Thomas Meyer fährt einen champagnerfarbenen 280 CE, Baujahr 1982.